# 켄 로즈월
케네스 로버트 로즈월(Kenneth Robert "Ken" Rosewall, AM, MBE, 1934년 11월 2일~)은 오스트레일리아의 테니스 선수이다. 그는 그랜드 슬램 중 호주 오픈, 프랑스 오픈, US 오픈에서 우승했으며, 테니스 역사상 가장 뛰어난 남자 선수 중 한 명으로 꼽힌다. 강력한 백핸드로 특히 유명했던 그는 테니스의 프로화가 이루어지기 이전인 1950년대부터 1970년대 초까지, 거의 20년에 이르는 오랜 기간동안 상위 랭킹에서 활약했다. 그는 약 9년간 랭킹 2위 내에 속해 있었으며, 1960년대 초 몇 해동안 세계 랭킹 1위를 기록하기도 했다. 그는 1952년부터 1977년까지 아마추어 및 프로 랭킹 20위권 이내의 성적을 계속 유지했다.
로즈월은 집에 테니스 코트가 딸려있고 가족들 모두가 테니스를 즐기는 가정에서 태어났다. 본래 왼손잡이였지만 그의 아버지는 그가 오른손으로 테니스를 치도록 가르쳤다. 그 영향인지는 확실치 않으나 결과적으로 그는 매우 강력한 백핸드를 갖게 되었고, 그에 반해 서브는 정확성은 있으나 상대적으로 파워가 약한 편이었다. 체격은 170 센티미터에 67 킬로그램으로 다소 왜소한 편이었는데, 아이러니컬하게도 근육이 별로 없다고 하여 동료 선수들로부터 '머슬'(Muscles)라는 별명으로 불렸다고 한다. 그러나 그는 매우 민첩하고 빨랐으며 강인한 체력을 갖고 있었고, 또한 발리가 매우 뛰어났다. 특히 그의 슬라이스 백핸드는 그의 가장 강력한 무기였으며, 전혀 다른 스타일의 백핸드를 구사했던 이전 시기의 선수인 돈 버지와 함께 역대 가장 뛰어난 백핸드를 구사했던 선수로 평가받는다.
슬하에 두 자녀 브렛(brett)과 글렌(Glenn) 로즈월, 그리고 다섯 명의 손자를 둔 그는 현재 오스트레일리아 시드니 북부에서 테니스를 즐기며 살고 있다.

## 아마추어 활동 시기: 1950~1956년
로즈월이 아직 주니어로 활동하던 1950년, 그는 15세의 나이로 '뉴 사우스 웨일즈 메트로폴리탄 챔피언십'(뉴 사우스 웨일즈 챔피언십과는 별개의 대회임)에 참가하여 준결승에 진출했다. 준결승에서 그는 당시 세계적인 선수였던 켄 맥그레거에게 패했다. 이듬해 그는 역시 뉴 사우스 웨일스에서 열린 맨리 대회에서 생애 최초로 우승컵을 거머쥐었다.
1952년, 여전히 17세의 어린 나이였던 그는 U.S. 챔피언십 4회전에서 톱시드의 빅 세이셔스를 3–6, 6–2, 7–5, 5–7, 6–3으로 물리치는 기염을 토하며 8강까지 진출하는 데 성공했다. 8강에서 그는 가드너 멀로이에게 5세트 접전 끝에 패했다. 영국의 테니스 전문가 랜스 팅게이는 그가 작성한 연말 아마추어 선수 랭킹에서 로즈월과 그의 복식 파트너였던 루 호드를 나란히 10위에 올려 놓았다.
1953년 로즈월은 불과 18세의 나이로 호주 챔피언십 및 프랑스 챔피언십의 두 개 그랜드 슬램 대회와 퍼시픽 사우스웨스트 챔피언십에서 우승하였다. 톱시드를 배정받아 참가했던 윔블던에서는 8강에서 커트 닐센에게 패했으며, U.S. 챔피언십에서는 토니 트래버트에게 7–5, 6–3, 6–3으로 패하면서 준결승 진출에 머물렀다. 로즈월은 그해 멜버른에서 열린 데이비스 컵 챌린지 라운드에서 트래버트에게 다시 한 번 6–3, 6–4, 6–4로 패하기도 했으나, 양팀 점수가 동률을 이룬 후 마지막 최종 경기에서 빅 세이셔스를 6–2, 2–6, 6–3, 6–4로 물리쳤다. 랜스 팅게이는 그의 이 해 연말 아마추어 랭킹에서 트래버트를 1위에, 그리고 로즈월은 2위에 위치시켰다.
1954년 로즈월은 윔블던 준결승에서 트래버트를 5세트 접전 끝에 꺾었으나 결승에서 야로슬라브 드로브니에게 13-11, 4–6, 6–2, 9–7로 패하고 말았다.
1955년 그는 두 번째 호주 챔피언십 타이틀을 획득했다. 결승에서 그는 루 호드를 9–7, 6–4, 6–4로 꺾었다. 이 대회는 1955년 토니 트래버트가 우승하지 못한 유일한 그랜드 슬램 대회이기도 했는데, 트래버트는 이 해에 호주 챔피언십을 제외한 세 개 그랜드 슬램에서 모두 우승했다. U.S. 챔피언십 결승에서 로즈월은 트래버트에게 9-7, 6-3, 6-3으로 패했다.
1956년 로즈월과 그의 복식 파트너였던 루 호드는 프랑스 챔피언십을 제외한 나머지 세 개 그랜드 슬램 대회 복식에서 모두 우승하였다. 두 사람이 복식조로 함께 활동했던 몇 년간 그들은 '골드 더스트 트윈스'(The Gold-dust Twins)라는 별명으로 불리곤 했다. 한편 로즈월은 이 해 그랜드 슬램 단식 결승에서 호드에게 두 번 패했다. 호주 챔피언십 결승에서 6–4, 3–6, 6–4, 7–5로, 그리고 윔블던 결승에서 6–2, 4–6, 7–5, 6–4로 호드가 로즈월을 꺾었던 것이다. 그러나 U.S. 챔피언십 결승에서는 로즈월이 4–6, 6–2, 6–3, 6–3으로 호드를 꺾고 우승했다.
로즈월은 그의 아마추어 선수 시기 동안 오스트레일리아가 데이비스 컵에서 세 번의 챌린지 라운드 승리(1953, 1955, 1956년)를 거두는 데에 기여했다. 그는 17번의 데이비스 컵 단식 경기에서 15번 승리했으며, 특히 마지막 경기 승리까지 14연승을 기록했다.

## 프로 활동 시기: 1957~1968년 3월
1955년, 프로 테니스 프로모터이자 그 자신이 뛰어난 선수이기도 했었던 잭 크레이머는 당시 아마추어 테니스계에서 맹활약하고 있었던 이 두 젊은 선수(루 호드와 로즈월]]을 프로로 영입하고자 했으나 무산되었다. 그러나 1년 후 로즈월은 결국 크레이머의 제안을 받아들여 프로로 전향하게 된다. 같은 해 데이비스 컵 대회 챌린지 라운드에 참가하면서 로즈월은 호드도 프로로 전향할 것을 설득하였으나 호드는 끝내 그 제안을 받아들이지 않았다.

### 1957년
로즈월의 첫 프로 경기는 1957년 1월 14일 멜버른 쿠용에서 열린 대회에서 당시 프로 테니스계의 황제로 군림하던 판초 곤잘레스를 상대로 벌어졌다. 훗날 로즈월은 당시 아마추어와 프로 테니스 사이에는 상당히 큰 수준 차이가 있었다고 회고했다. 오스트레일리아와 미국에서 5월까지 계속하여 벌어진 두 사람의 맞대결 경기에서 곤잘레스는 50승을 거둔 반면 로즈월은 26승에 그쳤다. 이 기간동안 로즈월은 2월 시드니에서 열린 '오스트레일리아 프로 대회'(the Australian Pro) 및 4월 오하이오주 클리블랜드에서 열린 'U.S. 프로 대회'(the U.S. Pro)에도 참가하였다. 그는 두 대회에서 각각 프랭크 세지먼(1956년 성적 2위)과 판초 세구라(1956년 성적 3위)에게 한 세트도 따지 못 하고 패하였다.
9월에 로즈월은 '웸블리 대회'(the Wembley) 결승에서 세구라를 꺾으면서 프로 대회 타이틀 획득에 성공했다. 당시 이 대회에는 프랭스 세지먼과 토니 트래버트를 제외한 모든 톱 프로 선수들이 참가했었기 때문에 더욱 의미있는 우승이었다. 이 해 연말, 로즈월은 루 호드, 세지먼, 그리고 세구라가 참가한 '오스트레일리아 투어'(Australian tour) 대회에서 우승하였다.
로즈월이 프로로 전향한 직후인 1957년 초반에 보여준 부진한 성적은 당시 프로와 아마추어 사이에 존재했던 수준 차이를 확인시켜준다. 제2차 세계 대전 이후, 많은 톱 아마추어 선수들이 프로로 전향하였으나 이후 성적을 내는 데에는 실패하였다. 뛰어난 재능을 갖추고 거기에 더해 뼈를 깎는 노력 또한 감내하였던 일부 선수만이 몇 달, 혹은 일 년 정도가 지나서야 주요 프로 대회에서 우승하면서 프로에서 성과를 거두는 데 성공하였는데, 이렇게 성공한 대표적인 선수들은 잭 크레이머, 세구라, 곤잘레스, 세지먼, 트래버트, 호드, 안드레스 히메노, 로드 레이버, 그리고 로즈월 등이다.

### 1958년
1958년 로즈월은 그가 클레이에서 여전히 최고의 선수 중 한 명임을 입증해보였다. 1957년에는 열리지 않았던 '프랑스 프로페셔널 챔피언십'(롤랑 가로스 스타디움에서 개최되었던 시기에는 '월드 프로 챔피언십 온 클레이'라고 불렸음)이 이 해에 다시 열렸던 것이다. 이 해 대회에서 로즈월은 잭 크레이머, 프랭크 세지먼, 그리고 부상 중이었던 루 호드를 물리치면서 타이틀을 차지하였다.
그는 '포레스트 힐즈 프로'(the Forest Hills Pro) 대회에서 준우승했으며, 로스 앤젤레스에서 개최된 '마스터스 라운드 로빈 프로'(the Masters Round Robin Pro) 대회에서 판초 곤잘레스, 세지먼과 함께 공동 2위의 성적을 거두었다. 이 대회들은 한 해중 가장 비중있는 대회로 꼽히는 대회들이었다.

### 1959년
이 해 로즈월은 프로 전향 이후 처음으로 판초 곤잘레스와의 한 해 상대 전적에서 3승 2패로 앞섰다(뉴욕 타임즈와 선데이 타임즈는 로즈월이 5승 2패로 앞섰다고 기록하였음). 그리고 오스트레일리아 브리즈번에서 1월과 12월 두 번에 걸쳐 열린 '퀸즐랜드 프로 챔피언십'(the Queensland Pro Championships)에서는 토니 트래버트를 6–2, 4–6, 3–6, 7–5, 6–1로, 판초 곤잘레스를 1–6, 7–5, 8–6, 8–6으로 각각 물리치면서 두 번 모두 우승했다.

### 1960년
1월에서 5월에 걸쳐 새로 개최된 세계 프로 투어에 참가했다. 이 투어에는 로즈월 외에 판초 곤잘레스, 판초 세구라, 그리고 신인 선수인 알렉스 올메도가 참가하였다. 이 투어가 곤잘레스의 최고 전성기였던 것으로 보이는데, 각 선수의 최종 성적은 곤잘레스 49승 8패, 로즈월 32승 25패, 세구라 22승 28패, 올메도 11승 44패였다. 로즈월의 전적은 곤잘레스보다 훨씬 뒤졌는데, 곤잘레스는 두 사람의 맞대결 전적에서 절대적 우세를 점하고 있었다(최소 14승 3패, 어쩌면 15승 4패일 가능성도 있다). 북미 지역 투어가 반 정도 진행되었던 시점에서 두 사람의 투어 성적은 곤잘레스가 23승 1패(필라델피아 대회에서 올메도에게 4-6, 6-4, 11-13으로 진 경기가 유일한 패배였음), 로즈월이 11승 13패로 곤잘레스의 절대 우세였다.
1960년 5월 16일 곤잘레스는 한 마이너급 대회에서 우승한 직후 은퇴를 결심한다(그러나 1960년 10월 30일 금전상의 필요로 인해 그는 금방 투어에 복귀했다). 곤잘레스가 투어를 떠난 이후 로즈월은 연중 가장 큰 대회에 속하는 롤랑 가로스 프랑스 프로 대회(the French Pro at Roland Garros)와 웸블리 프로 대회(Wembley Pro) 등을 비롯한 총 6개 대회에서 우승하면서 명실상부한 일인자가 되었다. 루 호드는 파리 대회에서 준우승하였으며 그 외 4개 대회에서 우승하면서 로즈월의 뒤를 쫓아 2인자의 위치를 점하였다.
오늘날의 랭킹 산정 기준으로 평가하면 1960년 곤잘레스는 4개월 반밖에 대회에 참가하지 않았으므로(1개 투어와 1개 대회) 이 해 랭킹 1위가 될 수 없다. 이는 그가 일정 수준 '레이스 포인트'(race points)를 누적 획득하지 못했기 때문인데, 그는 50년대와 60년대의 산정 방식상으로는 그가 랭킹 1위였으며, 그렇게 짧은 기간만 활동하고 한 해 랭킹 1위가 된 경우는 그 외에도 많다(특히 맥컬리(McCauley) 등). 당시 호드는 곤잘레스가 최고의 선수라는 의견이었으며(1961년 3월 L'Équipe에 실린 내용), 로즈월 스스로도 자신이 프로 선수 중 최고라고 생각하지 않았다. 그러나 많은 사람들은 로즈월이 많은 권위있는 대회에서 우승했으므로 사실상의 세계 1위라고 보았다(당시 L'Équipe紙에 실린 로버트 로이(Robert Roy)의 랭킹 참고). 로버트 가이스트(Robert Geist)는 그의 저서 DER GRÖSSTE MEISTER: Die denkwürdige Karriere des australischen Tennisspielers Kenneth Robert Rosewall (THE GREATEST MASTER: The Memorable Career of Australian Tennis Player...)에서 두 사람을 공동 1위에 올려놓음으로써 절충안을 제시하기도 했다.

### 1961년
약 10년여에 걸친 세계 투어 활동 이후, 로즈월은 가족과의 시간을 보내기 위해 몇 번의 긴 휴식기를 가졌다. 이에 따라 그는 1961년 초부터 약 반년 간 어떤 대회에도 참가하지 않았다. 대신 그는 그의 오랜 동료 선수인 루 호드가 오스트레일리아에서 열린 프로 투어를 위해 훈련하는 것을 도왔다. 이 투어에는 판초 곤잘레스가 은퇴 선언 7개월 반만에 복귀하여 우승하였으며, 그밖에도 호드, 올메도(로즈월의 보결 선수로 출전), 히메노, 그리고 맥케이(MacKay)와 부크홀츠(Buchholz)라는 두 명의 신예 선수가 참가하였다. 또한 세구라, 트래버트, 쿠퍼, 세지먼 등이 부상 선수가 발생했을 경우 보결 선수로 종종 뛰었다. 여름이 되어 서킷에 복귀한 로즈월은 참가 선수들의 수준 및 대회 전통을 고려했을 때 당시에 가장 권위있었던 두 개의 대회 - 롤랑 가로스 프랑스 프로(the French Pro at Roland Garros, 클레이 코트) 및 웸블리 프로(Wembly Pro, 우드 코트)에서 우승하였다. 프랑스 프로 대회 결승에서 로즈월은 곤잘레스를 2-6, 6-4, 6-3, 8-6으로 꺾었으며 웸블리 프로 대회 결승에서는 준결승에서 곤잘레스를 꺾고 올라온 호드를 만나 승리하였다.
이 두 대회에서 우승한 후 로즈월은 시드니의 잔디 코트에서 열린 뉴 사우스 웨일스 챔피언십 대회(the New South Wales Championships)에서도 우승하였으며, 이로써 그는 이 해 모든 종류의 코트에서 가장 뛰어난 성적을 거둔 선수가 되었다.
<레퀴프>(L'Équipe)지의 로버트 로이(Robert Roy), <테니스 드 프랑스>(Tennis de France)지의 클레베 에덴(Kléber Haedens)과 필립 샤트리에(Philippe Chatrier), 그리고 미첼 슈터(Michel Sutter, 《Vainqueurs 1946-1991 Winners》의 저자), 크리스티앙 보쉬스(Christian Boussus, 1931년 롤랑 가로스 대회 아마추어 우승자), 피터 롤리(Peter Rowley), 로버트 가이스트(Robert Geist), 토니 트래버트, 존 뉴컴, 로드 레이버, <뉴욕 타임즈>, <월드 테니스 매거진> 등 수많은 테니스계 인사와 전문가, 선수들은 이제 로즈월이 새로운 세계 랭킹 1위가 되었다고 평가하였다.(참고: en:World number one male tennis player rankings)

### 1962년
1962년 로즈월은 프로 서킷에서 독보적인 존재가 되었다. 그는 1962년까지도 여전히 가장 큰 두 대회였던 웸블리 대회와 롤랑 가로스 대회에서 우승했을 뿐만 아니라 그 다음으로 큰 6개 대회 중에서 5개의 대회 - 애들레이드(Adelaide), 멜버른, 제네바, 밀라노 그리고 스톡홀름 대회 - 를 석권하였던 것이다(이 해에는 비중이 떨어지는 작은 투어 대회만이 열렸다). 결국 그는 이 해에 가장 큰 8개 대회 중 7개 대회에서 우승하였으며, 취리히 대회에서만 유일하게 준결승에서 세구라에게 패하면서 우승하지 못했다. 그는 또 뉴질랜드에서 열린 두 개의 작은 대회와 오스트레일리아 TV 시리즈(이 대회에서 로즈월은 참가 선수들 중 가장 많은 승리를 거두었다)에서도 우승하였다.
이 해에 로즈월은 오직 8경기 밖에 패하지 않았던 것으로 보인다. 호드에게 총 두 번 패했으며(애들레이드 프로페셔널 인도어 대회와 오스트레일리아 TV 시리즈 대회), 히메노, 아얄라(Ayala), 부크홀츠, 세구라, 앤더슨, 그리고 로버트 헤일렛(Robert Haillet)에게 각각 한 번씩 패했다.

### 1963년
잔디 코트에서 치러진 오스트레일리아 투어(오스트레일리아 및 뉴질랜드 지역)에서 로드월은 로드 레이버에게 11승 2패를 거두었다(호드는 레이버에게 8승 무패를 거둠). 이후 열린 US 투어에는 로즈월, 레이버, 히메노, 아얄라, 그리고 두 명의 미국인인 부크홀츠와 맥케이가 참가하였는데(호드는 오스트레일리아 선수가 너무 많은 관계로 선택되지 않음), 약 두 달 반에 걸친 대회 초반에는 각각의 선수들이 나머지 모든 선수들과 약 8번씩 대결을 하였고 그 결과 순위는 로즈월(31승 10패), 레이버(26승 16패), 부크홀츠(23승 18패), 히메노(21승 20패), 맥케이(12승 29패), 그리고 아얄라(11승 30패)의 순으로 정해졌다. 이 라운드 로빈 방식의 투어에서 로즈월은 레이버를 상대로 한 경기에서 5연승을 거두면서 이전의 오스트레일리아에서 있었던 투어에서의 8연승에 덧붙여 레이버를 상대로 총 13연승을 거두었다. 13연패를 당한 레이버는 이 대회에서 로즈월을 상대로 가진 마지막 3경기를 모두 승리하며 거두며 막판 반격에 성공하였다. 투어 후반이 되면서 그동안의 성적으로 1위와 2위를 기록한 로즈월과 레이버가 최종 승자를 가리기 위해 맞붙게 되었다(3, 4위 결정 대결은 부크홀츠와 히메노가 겨루게 되었다). 18번에 걸친 1, 2위 간의 경기에서 로즈월은 레이버에게 14승을 거두면서 이 해 US 투어의 최종 승자가 되었다. 한편 3, 4위 결정 경기는 부크홀츠와 히메노가 겨루었으며, 그 결과 히메노가 부크홀츠를 11승 7패로 누르며 3위를 차지했다.
5월 중순에 접어들어 토너먼트 시즌이 시작되었다. 이 시즌에 로즈월은 레이버에게 4승 3패를 거두며 레이버와 나란히 각각 5개 토너먼트 대회에서 우승하면서 투어 대회에서 보여준 것과 같은 압도적인 우위를 점하지는 못하였다. 그러나 로드월은 이 해 벌어진 토너먼트 대회 중 가장 큰 3개 대회 - 개최 순서대로 U.S. 프로(the U.S. Pro at Forest Hills, 잔디 코트, 결승에서 레이버에게 6–4, 6–2, 6–2로 승리), 프랑스 프로(the French Pro at Coubertin, 우드 코트, 결승에서 레이버에게 승리), 웸블리 프로 대회(the Wembly Pro, 우드 코트, 결승에서 호드에게 승리) -에서 우승하였다. 로즈월이 가장 권위있는 이 3개 대회에서 모두 우승한 반면 레이버는 U.S. 프로 및 프랑스 프로에서는 결승에서 로즈월에게 패했고 웸블리 대회에서는 8강 진출에 그치면서 로즈월 다음으로 2인자 자리에 머물러야 했다. 이후에도 로즈월은 레이버에게 34승 12패를 거두었다.

### 1964년
1964년 로즈월은 한 개의 주요 토너먼트 대회 - 프랑스 프로 -에서 우승하였다. 당시 결승에서는 레이버를 상대로 승리하였다. 남아프리카 투어 마지막에 벌어진 챌린지 매치에서는 레이버에게 6–4, 6–1, 6–4로 승리를 거두었다. 경우에 따라서는 요하네스버그의 엘리스 파크(Ellis Park)에서 열리는 이 경기를 월드 챔피언십 매치라고 부르기도 하였다. 19개 프로 토너먼트 대회의 공식 랭킹 포인트 산정 결과(우승자 7포인트, 준우승자 4포인트, 3위 3포인트, 4위 2포인트, 8강 진출 1포인트) 로즈월이 총 78포인트를 얻어 이 해 연말 랭킹 1위가 되었다. 다음으로 2위는 레이버(70포인트), 3위는 곤잘레스(48포인트)였다. 다만 당시의 랭킹 산정 체계는 ▲최소 10개 정도의 토너먼트 대회가 포인트 산정에서 배제되었으며 ▲모든 대회에 일률적으로 동일한 랭킹 포인트를 부여하여 각 대회의 중요도를 반영하지 못하였다는 점에서 선수들의 실력을 정확하게 반영하고 있다고 하기에는 다소 부족함이 있었다. 당시 레이버는 비중이 큰 대회에서 로즈월에게 강한 면모를 보이고 있었으므로 이러한 랭킹 산정 방식은 레이버에게 불리한 면이 있었다.
테니스 관련 전문가들 대다수(Joe McCauley, Robert Geist, Michel Sutter, 그외 기자들 및 선수들 등)는 당시 로즈월이 랭킹 1위라는 사실에 이견이 없었으므로 이 랭킹 산정 방식에 이의를 제기하지는 않았다. 레이버는 이 해 웸블리 프로 대회에서 로즈월에게 승리한 뒤 다음과 같이 말했다. "나는 여전히 세계 랭킹 1위에 대한 열망을 갖고 있다. 이번 대회에서 내가 이기기는 했지만, 아직은 켄이 1위이다. 1위가 되려면 아마도 그가 올해 나를 상대로 이긴 것보다 더 많은 경기에서 그를 꺾어야겠지만, 그는 이 대회를 제외한 대부분의 큰 대회에서 승리를 거뒀다. 나는 다른 선수들에게 지기도 했지만 켄은 그렇지 않았다."
이 해 레이버는 매우 뛰어난 성적을 거두면서 세계 랭킹 1위 자리를 넘보기 시작했다. 레이버는 2개의 가장 큰 대회 - U.S. 프로(로즈월에게 승리, 당시 로즈월은 식중독으로 제 기량을 발휘하지 못했다) 및 웸블리 프로(로즈월에게 승리, 이 경기는 두 사람이 벌인 경기 중 가장 명경기 중 하나로 회자됨) -에서 우승했다. 레이버는 로즈월과의 큰 대회에서의 맞대결에서 2 대 2로 동률을 이루었다.(프랑스 프로 및 남아프리카 투어에서는 로즈월이 승리, U.S. 프로 및 웸블리 프로에서는 레이버가 승리) 한편, 당시 대략 4번째로 큰 대회라고 여겨지던 U.S. 프로 인도어 대회에서는 곤잘레스가 앤더슨, 레이버, 호드, 그리고 로즈월을 차례로 꺾고 우승하였다.
로즈월과 레이버의 또 다른 라이벌이었던 곤잘레스와의 상대 전적에서는 로즈월이 우세를 보이고 있었다. 이 해 로즈월은 곤잘레스에게 11승 3패를 거두었으며 레이버는 7승 5패였다. 그러나 우승 회수를 따지면 레이버가 11회(4명의 선수로 이루어진 작은 대회에서 우승한 기록을 포함했을 때)로 로즈월의 10회보다 많았으며, 마이너 대회에서의 상대전적은 레이버가 11승 2패로 분명한 우위를 보이고 있었다. 이 해의 최종적인 레이버 대 로즈월의 상대 전적은 13승 4패였으며, 이는 프로 테니스계의 판도가 변화하고 있음을 보여주는 것이었다.

### 1965년
1965년 9월 중순 무렵 로즈월과 레이버는 거의 동등한 성적을 보이고 있었다. 로즈월은 U.S. 프로에서 곤잘레스를 6–3, 6–2, 6–4로, 레이버를 6–4 6–3 6–3으로 꺾고 우승하였으며 프랑스 프로에서 역시 레이버를 6–3, 6–2, 6–4로 꺾고 우승하였다. 그러나 웸블리 프로 대회부터 이후 연말까지 레이버는 한층 성장한 기량으로 대회들을 휩쓸기 시작했고 로즈월은 이를 지켜봐야만 했다.

### 1966년
1966년 로즈월과 레이버의 라이벌 관계는 그 어느 때보다도 가장 치열했다. 대부분 대회의 타이틀들을 이 두 사람이 양분하였으며 가장 큰 5개 대회의 결승은 모두 두 사람 간의 경기가 되었다. 로즈월이 메디슨 스퀘어 가든 대회(당시 최대 상금 규모의 대회)와 그의 텃밭과도 같았던 프랑스 프로 대회에서 레이버를 꺾고 우승했으며, 이후 포레스트 힐즈 프로 대회와 U.S. 프로(보스턴 교외에서 개최), 웸블리 프로 대회에서는 레이버가 로즈월을 꺾고 우승했다. 그 외 주요 대회에서는 레이버가 9회, 로즈월이 8회, 히메노가 3회 우승했다. 그러나 더 작은 규모의 대회까지 포함할 경우 이들의 우승 회수는 레이버 15회, 로즈월 9회, 히메노 6회가 된다. 이 해 로즈월 대 레이버의 상대 전적은 6승 7패였다. 이러한 성적들을 놓고 볼 때 이 시기에 이미 로즈월은 레이버에게 랭킹 1위 자리를 내주었다고 볼 수 있다.

### 1967년
1967년 로즈월은 레이버뿐만 아니라 다른 선수들과의 경기에서도 패하는 일이 점점 잦아지기 시작했다. 빠른 코트에서 특히 강했던 로드 레이버는 이 시기에 그 기량이 절정에 달하여 의심할 여지 없는 랭킹 1위가 되었고, 로즈월이 2위를 지키고 있었으며, 3위인 히메노가 로즈월의 자리를 넘보는 구도가 형성되었다. 당시의 주요 20개 대회 타이틀은 톱랭킹 선수들에 의해 다음과 같이 분할되었다.
| 선수명          | 타이틀 | 우승한 대회 |
| --------------- | ------ | --- |
| 로드 레이버     | 10개   | U.S. 프로(보스톤 교외), 프랑스 프로, 웸블리 프로, 윔블던 프로, 메디슨 스퀘어 가든, 월드 프로(오클라호마), 보스턴 프로(U.S. 프로와 다름), 뉴포트 R.R., 요하네스버그 앨리스 파크, 쿠버틴 프로(4월 - 프랑스 프로는 같은 장소에서 10월에 열림) ※ 가장 큰 5개 대회에서 모두 우승(모두 빠른 코트에서 벌어진 대회). |
| 켄 로즈월       | 6개    | 로스 앤젤레스, 버클리, U.S 프로 하드 코트(세인트 루이스), 뉴포트 비치, 더반, 케이프 타운 |
| 안드레스 히메노 | 3개    | 신시내티, 이스트 런던, 포트 엘리자베스 |
| 프레드 스톨     | 1개    | 트랜스발 프로(Transvaal Pro) |

더 작은 대회들까지 포함할 경우 각 선수들의 타이틀 개수는 다음과 같이 레이버의 우위가 더욱 확연하게 나타난다.
- 레이버: 총 18개 타이틀 및 2개 소규모 대회 타이틀
- 로즈월: 총 7개 타이틀
- 스톨: 총 4개 타이틀
- 히메노: 총 3개 타이틀

톱3 선수들 간의 시즌 상대 전적은 다음과 같았다.
- 레이버 대 로즈월: 8-5
- 로즈월 대 히메노: 7-7
- 히메노 대 레이버: 4-12

위의 상대 전적에서 볼 수 있듯, 1967년 이전까지 로즈월과의 맞대결에서 항상 밀리는 모습을 모였던 히메노는 이 해부터 로즈월과의 상대 전적에서 대등한 위치까지 올라서는 데에 성공했다. 로스 앤젤레스, 메디슨 스퀘어 가든, 세인트 루이스, 뉴포트, 요하네스버그(챌린지 매치), 더반 그리고 웸블리 대회에서는 로즈월이 히메노에게 승리했고, 신시내티, U.S. 프로, 이스트 런던, 포트 엘리자베스, 요하네스버그(토너먼트), 마르세유, 프랑스 프로 대회에서는 히메노가 로즈월을 꺾었다. 그러나 히메노보다 더 많은 타이틀을 획득했기 때문에 로즈월은 2위의 위치를 지켰다. 이로써 1964-1966년 사이에 계속되었던 로드월-레이버 간의 라이벌 관계에서 두 사람의 순위가 공식적으로 바뀌게 되었다.
이렇게 1957년에서 1968년 3월 30일까지 약 11년 반에 이르는 기간동안 로즈월은 그의 전성기를 구가했다. 특히 1960년부터 1966년까지 그는 62개의 대회(이중 16개 대회는 8인 미만 규모의 대회였음)와 7개의 소규모 투어 대회에서 우승했다. 한편, 당시는 아마추어와 프로가 구분되던 시기였으므로 프로 선수였던 그는 가장 큰 몇몇 대회들과 데이비스 컵, 그랜드 슬램 대회에는 참가할 수 없었다.

## 오픈 시대 과도기: 1968년 4월~1972년 7월
공식적으로는 1968년부터 오픈 시대가 시작되었지만, 실제로는 아직 프로화의 과도기적 시기로서 당시 테니스계에는 다음과 같이 여러 부류의 선수들이 존재했다.
| 종류               | 설명 |
| ------------------ | --- |
| 아마추어 선수      | 각 국가의 협회 및 국제 협회에 소속됨. 아마추어 대회 및 오픈 대회에 출전할 수 있으나 공식적인 상금은 받을 수 없다. |
| 등록 선수          | 각 국가의 협회 및 국제 협회에 소속됨. 데이비스 컵에 출전할 수 있고 프로 대회 참가는 불가능하다. 그러나 오픈 대회 출전 시 아마추어 선수와 달리 상금을 받을 수 있다. ※ 대표적인 선수: 톰 오케르 |
| NTL 소속 프로 선수 | NTL과 계약을 맺은 프로 선수. NTL 대회에 우선적으로 참가하여야 한다. |
| WCT 소속 프로 선수 | WCT와 계약을 맺은 프로 선수. 오픈 시대 초기 WCT 회장이었던 데이브 딕슨(Dave Dixon)은 NTL 소속 선수가 참가한 대회에 WCT 소속 선수의 출전을 금하였다. 이로 인해 최초의 오픈 대회였던 1968년 본머스(Bournemouth) 및 롤랑 가로스 대회에는 NTL 선수는 전원 참가한 반면 WCT 선수는 단 한 명도 참가하지 않았다. NTL 및 WCT 선수들이 동시에 참가한 최초의 대회는 1968년 롱우드에서 열린 U.S. 프로 대회였다. |
| 프리랜서 프로 선수 | 특정 협회에 소속되지 않은 프로 선수. ※ 대표적인 선수: 루 호드, 루이스 아얄라, 오웬 데이비슨, 말 앤더슨 등 |

또한 1968년 당시 존재했던 대회의 종류는 다음과 같았다.
- 데이비스 컵(1973년까지 모든 부류의 프로 선수는 출전 불가했음) 및 호주 챔피언십을 포함한 아마추어 서킷
- 양대 프로 서킷: '월드 챔피언십 테니스'(WCT, World Championship of Tennis) 서킷 및 '내셔널 테니스 리그'(NTL, National Tennis League) 서킷. 기본적으로 두 서킷 대회는 서로 분리되어 있었으며, 양쪽의 소속 선수가 모두 출전하는 대회는 4개가 있었다.
- 오픈 서킷(10여개 대회)

1968년에서 1972년 사이에는 많은 대회들이 아직까지 아마추어 대회로 남아 있었다.
1968년 당시 가장 권위있는 대회는 윔블던(128 드로)과 US 오픈(100 드로)이었다. 이 두 대회는 모두 잔디 코트에서 열렸으며, 톱선수들이 모두 출전하였다. 세 번째로 꼽히는 대회는 롤랑 가로스 오픈 정도였는데, 이것은 그랜드 슬램 대회이기는 했으나 일부 클레이 코트에 강한 선수들(산타나, 톰 오케르, 존 뉴컴, 토니 로체 및 그외 6명의 WCT 선수들)이 불참했다는 점에서 다소 미흡한 점이 있었다.
그 다음으로는 로스 앤젤레스에서 열리는 하드 코트 대회였던 퍼시픽 사우스웨스트 오픈(Pacific Southwest Open, 64 드로)을 꼽을 수 있는데, 이 대회에는 톱선수들이 모두 출전하였다.
1968년에 열린 그밖의 주요 대회는 퀸즈 클럽 대회(the Queen's Club tournament)가 있으며, NTL 및 WCT 소속 선수가 모두 출전하여 경쟁했던 가장 큰 프로 대회(아마추어 및 등록 선수는 제외)로는 보슨턴 교외의 잔디 코트에서 열린 U.S. 프로, 프랑스 프로, 잭 크레이머 토너먼트(the Jack Kramer Tournament of Champions at Wembley, 11월) 그리고 12월 각 협회의 최고 선수 4명이 참가하여 경기를 펼쳤던 매디슨 스퀘어 가든 프로가 있다.
로즈월은 이 해 대부분의 NTL 프로 대회 및 4개의 NTL-WCT 통합 대회, 그리고 몇몇 오픈 대회에 출전하였다. 그의 첫 오픈 대회 참가는 33세(5개월 19일)에 본머스(Bournemouth)의 클레이 코트 대회(대부분의 선수들은 영국의 아마추어 선수들이었으며 프로는 NTL 소속 선수들만 출전)에 출전한 것이었으며, 이 대회에서 히메노와 레이버를 꺾었다. 두 번째로 참가한 오픈 대회는 오픈 시대 최초의 그랜드 슬램이었던 롤랑 가로스 대회였으며, 그는 이 대회 결승에서 레이버를 6–3, 6–3, 6–1으로 꺾으면서 그가 클레이 코트의 최강자임을 입증해보였다. 1967년까지 아마추어로 활동했던 일부 선수에게 당한 뼈아픈 패배도 있었다. 잔디 코트에서 열린 US 프로 및 윔블던 오픈에서 토니 로체에게 두 번 패했으며, 클레이 코트 대회인 프랑스 프로에서 존 뉴컴에게, 그리고 잔디 코트였던 US 오픈에서 톰 오케르에게 패했다. 그러나 연말의 최종적인 성적은 나쁘지 않았는데, US 오픈에서는 준결승에 진출했으며 퍼시픽 사우스웨스트 오픈에서는 이해 US 오픈에서 새롭게 우승한 아서 애시를 6–3, 6–2로 꺾으며 결승에 진출했으나 레이버에게 패하여 준우승했다. 또한 11월에는 웸블리 프로 토너먼트에서 WCT 선수였던 존 뉴컴을 꺾고 우승하였다. 랜스 팅게이(Lance Tingay)와 버드 콜린스가 집계한 랭킹에 따르면 로즈월은 34세 당시 로드 레이버와 아서 애시 다음으로 세계 랭킹 3위를 유지하고 있었다.

### 1969년
1967년부터 보이기 시작했던 로즈월의 하락세는 1969년 들어 더욱 뚜렷해진다. 롤랑 가로스 결승에서 레이버에게 패하면서 더 이상 클레이 코트의 최강자라고 할 수 없게 된 데다가, 그는 69년 한 해 동안 3개의 타이틀을 획득하는 데 그치고 말았다. 팅게이와 콜린스는 그를 랭킹 5위에 올렸다.
35세까지 윔블던을 제외한 대부분의 큰 대회의 타이틀을 모두 획득한 로즈월에게 있어서 1970대에 접어들면서 윔블던 타이틀의 획득은 가장 중요한 과제가 되었다. 1966년까지 존재했던 프로 선수에 대한 아마추어 대회의 출전 제한 때문에 그는 1957년부터 1966년까지 약 10년간 윔블던에 출전할 수 없었고, 이 때문에 그는 그의 전성기 때에 윔블던에 출전할 수 있는 기회를 놓쳐야만 했다. 사실, 대회 성적으로 볼 때 로드월은 1961~65년 사이(64년 제외)에는 사실상 잔디 코트의 최강자였다. 1967년에는 윔블던이 프로 대회로 열리면서 여기에 참가하였으나 결승에서 레이버에게 패하였다. 1967년을 포함하여 로드월은 윔블던에서 총 5회 준우승하였고 레이버는 총 5회 우승하였다.
윔블던 직전 롤랑 가로스 대회에서 결승전까지 뛰는 것이 윔블던에서의 체력 저하를 불러온다고 판단한 로즈월은, 윔블던에서 최고의 컨디션을 발휘하기 위해 1970년대에 접어들면서 롤랑 가로스 대회에는 더 이상 출전하지 않았다. 실제로 그는 1968·69년 윔블던에서 각각 4회전 및 3회전 탈락에 그쳤었다.

### 1970년
이 당시 NTL 회장 맥콜(McCall) 및 그 소속 선수들은 호주 오픈의 상금이 그랜드 슬램 대회로서는 너무 낮은 수준이라고 보았다. 이에 따라 1970년 초 NTL 소속 프로 선수였던 로즈월은 그 해 1월에 시드니 화이트 시티 테니스 코트에서 열린 호주 오픈에 불참하였다. 이어 3월에 같은 장소에서 던롭이 스폰서를 맡은 대회가 열렸는데, 상금이 더 많고 시기도 더 좋았기에 더 많은 선수들이 몰렸다. 기존에 열렸던 호주 오픈과 동일한 수준의 선수들에 더해 NTL 소속 프로뿐만 아니라 일리에 나스타시와 같은 일부 독립된 프로 선수들까지 참가하였다. 이렇게 많은 선수들이 참가했기 때문에 이 대회는 일종의 비공식적인 호주 오픈으로 여겨지기도 했다. 이 대회에서 로즈월은 레이버에게 5세트 접전 끝에 패했다.
이 해 롤랑 가로스 대회에서 뛰지 않은 로즈월은 충분한 휴식을 취한 덕분에 윔블던에서 결승에 진출하는 데 성공했다. 결승 상대는 19세의 신예였던 존 뉴컴이었는데, 로즈월은 5세트까지 가는 접전 끝에 뉴컴에게 5–7, 6–3, 6–3, 3–6, 6–1로 패하고 만다. 로즈월은 두 달 후 US 오픈 준결승에서 뉴컴을 다시 만나게 되었는데, 이 경기에서는 3세트를 내리 따내며 승리하면서 윔블던 결승에서의 패배를 설욕하였다. 결승에서 로즈월은 토니 로체를 2–6, 6–4, 7–6, 6–3으로 꺾고 우승하였다.
선수들이 원하는 대회를 마음대로 뛸 수 없게 만들었던 WCT 및 NTL에 대항하여, 잭 크레이머는 1969년 12월 그랑프리 서킷(the Grand Prix circuit)을 만들었다. 이 서킷은 모든 선수가 제한 없이 참가할 수 있는 대회였다. 그리하여 최초의 그랑프리 서킷 대회가 1970년에 열렸으며, 4월 본머스(Bournemouth) 대회로 시작하여 12월 스톡홀름 대회까지 총 20개의 대회의 대회로 구성되었다. 이 대회들은 각 대회가 속한 대회 분류 및 개별 선수들의 성적에 따라 포인트를 배정했다. 또한 랭킹 6위 이내의 선수들만을 초청하여 특별 토너먼트도 열었는데, 이 선수들은 '마스터스'(Masters)라고 불렸다. 모든 아마추어 선수 및 독립된 프로 선수들은 이 서킷에 전적으로 참가하였으며, 계약 프로 선수들은 그들의 소속 협회 서킷에 먼저 참가한 뒤 일부 그랑프리 대회에 출전하였다. 로즈월과 레이버는 양쪽 서킷에서 모두 성적이 좋았다. 이 해의 최종적인 그랑프리 서킷 랭킹은 1) 클리프 리치(독립 프로), 2) 아서 애시(독립 프로), 3) 켄 로즈월(계약 프로)이었다. 6위권 내에 포함되어 마스터스 선수들의 대회에 참가한 로즈월은 스탠 스미스와 로드 레이버 다음으로 3위를 기록했다.
1967~1969년 사이에 지속적인 하향세를 보였던 로즈월은 1970년 윔블던과 US 오픈에서 모두 우승 문턱까지 갔다가 아깝게 패하는 등 예전의 기량을 회복하는 모습을 보였다.
1970년에는 서킷에서 두드러진 성적을 보여준 선수가 없었으므로 이 해 최고의 선수가 누구였는지에 대해서는 의견이 분분했다. 뉴컴 및 1971년 WCT 드로 구성에 참가했던 관련 기자들은, 가장 많은 대회에서 우승(13회)하고 가장 많은 상금을 받았으며 톱플레이어들 간의 상대 전적에서도 앞섰던 로드 레이버를 최고의 선수로 보았다. 당시 레이버의 대 로즈월 및 대 뉴컴 상대 전적은 각각 5승 0패와 3승 0패로 절대적 우위를 보였다. 그러나 이러한 뛰어난 성적에도 불구하고 레이버는 그 해 윔블던과 US 오픈에서는 16강에서 탈락하고 말았다.
또 다른 테니스 전문가인 World Tennis의 조 맥컬리(Joe McCauley)와 Daily Telegraph지 기자 랜스 팅게이(Lance Tingay)는 그들이 자체 집계한 연간 랭킹에서 존 뉴컴을 1위에 올렸다. 이것은 뉴컴이 최고의 권위를 자랑하는 대회인 윔블던에서 우승했기 때문이었다. 그들이 산정한 랭킹에 따르면 계속해서 로즈월이 양쪽 랭킹에서 모두 2위, 레이버는 맥컬리의 랭킹에서는 3위 및 팅게이의 랭킹에서는 4위였으며 토니 로체는 각각 4위와 3위에 올랐다.
그렇다면 윔블던에서 우승했던 뉴컴과 US 오픈에서 우승했던 로즈월 중 누가 진정한 1970년 랭킹 1위인가 하는 문제가 남는다. 로즈월이 뉴컴에게 윔블던에서 뉴컴에게 5세트만에 패했던 사실만 제외한다면, 많은 통계들은 로즈월의 손을 들어준다.
- 이 해 두 사람은 그랜드 슬램 대회에서 두 번 만나 각각 1승씩을 거뒀다. 다만 뉴컴이 권위있는 대회에서더 많이 우승했으며, 반면 로즈월은 더 많은 세트를 따냈다.(5-3)

- 로즈월은 이 해 그랑프리 서킷에서 3위를 했으나 뉴컴은 7위에 그쳐 상위 6명이 참가하는 마스터스 대회에 참가 자격을 얻지 못했다. 로즈월은 마스터스 대회에서도 3위를 했다.

- 그외의 큰 대회(필라델피아의 US 프로 인도어 대회, 보스톤 교외의 US 프로 대회, 시드니의 던롭 오픈, 로스앤젤레스의 퍼시픽 사우스웨스트 대회, 웸블리 대회)에서는 두 선수가 동등한 성적을 거뒀다. 로즈월은 던롭 오픈에서 준우승했으며 웸블리 대회에서 4강까지 진출했다. 뉴컴은 퍼시픽 사우스웨스트 대회에서 준우승했으며 US 프로 인도어 대회에서는 4강에 진출했다.

- 테니스 챔피언스 클래식(Tennis Champions Classic) 1회 대회와 WCT 서킷을 포함한 프로 서킷에서는 로즈월이 뉴컴보다 더 나은 기록을 보여주었다. 과거의 챌린지 매치 대회를 계승한 테니스 챔피언스 클래식에서 뉴컴은 판초 곤잘레스에게 6-4, 6-4, 6-2로 그리고 로즈월에게 5–7, 7–5, 6–1, 6–2로 패했다. 반면 로즈월은 4승 2패의 성적으로 2위에 올랐다. WCT 서킷에서는 로즈월이 2번, 뉴컴은 1번 우승했다.

- 서킷의 총 24개 대회 중 로즈월은 6개 대회에서 우승했으며 뉴컴은 4개 대회에서 우승했다.

- 두 사람의 상대전적에서는 로즈월이 5승 1패로 앞섰다.

- 이 해 로즈월은 140,455달러를 벌었으며 뉴컴은 78,251달러에 그쳤다.

프랑스의 스포츠지 레퀴프의 쥐디스 엘리앙은 그가 산정한 랭킹에서 로즈월을 뉴컴에 앞서 1위로 올려놓아 이와 같은 통계 수치를 수용했다. 마르티니 앤드 로쏘 컵(Martini and Rosso Cup)의 전문가 패널도 로즈월을 1위에 올렸으며, 간발의 차이로 레이버를 2위에 올렸다.
반면 로버트 가이스트는 그의 저서(위쪽 참조)에서 이 세 명의 오스트레일리아 선수들(로즈월, 뉴컴, 레이버)을 공동 1위로 처리했다.

### 1971년
1970년 시드니 던롭 오픈과 윔블던에서 준우승하고 US 오픈에서 우승한 로즈월은 1971년에도 가장 큰 잔디 코트 대회에서 좋은 성적을 거두었다. 전해 호주 오픈에 불참했던 그는 이 해에는 호주 오픈에 참가했다. 호주 오픈에는 1969년부터 1982년까지 14회의 대회 중 오직 1969년과 1971년 대회에만 톱랭킹 선수들이 다수 참가했다. 이 해 대회는 던롭이 스폰서를 맡았기 때문에, 존 뉴컴, 로즈월, 로드 레이버, 토니 로체, 톰 오케르, 아서 애시 등의 WCT 선수들도 대회에 참가했으며, 그외 옛 NTL 소속 선수들과 독립 프로 선수들도 참가했다. 그러나 스탠 스미스(당시 군 복무 중), 클리프 리치, 클라크 그래브너, 일리에 나스타시, 얀 코데시 등의 선수들은 불참했다. 로즈월은 이 대회에서 우승했으며, 이것은 그의 두 번째 그랜드 슬램 연속 우승이자 무실세트 우승이었다. 그는 이 대회에서 로이 에머슨과 톰 오케르를 꺾었으며, 결승에서는 아서 애시에게 6–1, 7–5, 6–3으로 승리를 거뒀다.
로즈월을 비롯한 다른 대부분의 WCT 선수들은 프랑스 오픈에 참가하지 않았다. 그러나 로즈월은 윔블던 우승을 달성하기 위한 시도는 멈추지 않았다. 이 해 윔블던 8강에서 로즈월은 4시간에 걸친 접전 끝에 클리프 리치를 6–8, 5–7, 6–4, 9–7, 7–5로 힘겹게 물리쳤다. 반면 뉴컴은 콜린 디블리를 맞아 6–1, 6–2, 6–3로 손쉬운 승리를 거뒀다. 4강에서 뉴컴을 만난 로즈월은 컨디션이 최고조에 달한 뉴컴의 적수가 되지 못했고 결국 6–1, 6–1, 6–3으로 맥없이 패하고 말았다. 그 후 여름 시즌에 로즈월과 일부 WCT 서수들(로드 레이버, 안드레스 히메노, 로이 에머슨, 클리프 드리스데일, 프레드 스톨, 토니 로체 등)은 US 오픈에 불참하였는데, 이것은 국제 론 테니스 협회(ILTF)와 WCT간의 갈등이 원인이 되었다. 또한 로즈월의 경우 그의 아들이 병을 앓았던 것도 하나의 원인이 되었다.
로즈월은 계약 프로 선수였으므로 데이비스 컵 참가가 허락되지 않았고, 따라서 WCT 서킷 활동에만 집중하였다. 이 서킷은 독립 프로 선수들을 위한 그랑프리 서킷과 유사하게 만들어진 것으로, 호주 오픈을 포함하여 20개 대회로 구성되어 있었으며 각각의 대회는 같은 양의 랭킹 포인트를 부여받았다. WCT 랭킹 상위 8명의 선수는 WCT 파이널 대회에 초청되었으며(이 해에는 21회 대회), 이것은 그랑프리 마스터스 대회와 비슷한 것이었다. 11월에 개최된 이 해 대회는 8강 및 4강은 휴스턴에서, 결승은 댈러스에서 치러졌다. WCT 대회 일정이 없을 때에는 WCT 선수들도 ILTF에 의해 주최되는 독립 프로를 위한 서킷인 그랑프리 서킷 대회(흔히 'Traditional circuit'으로 여겨짐) 등에 출전할 수 있었다. 버클리 대회와 같은 일부 대회는 두 협회에 의해 공동으로 개최되었으며, US 오픈보다 더 경쟁이 치열하기도 했다. 두 협회 사이의 경쟁 관계는 1972년 1월 1일부터 ILTF가 WCT 선수들의 그랑프리 서킷 출전을 금지하면서 절정에 달하였다.
로즈월은 1971년 WCT 서킷에서 로드 레이버와 톰 오케르 다음으로 3위를 기록하여 이 해 WCT 파이널 대회 출전권을 확보하였다. 파이널 대회에서 그는 8강에서 뉴컴을 꺾으며 윔블던에서의 패배를 설욕하였고, 준결승에서는 오케르에게 승리하였으며 결승에서는 레이버를 6–4, 1–6, 7–6, 7–6으로 누르면서 결국 이 해 파이널 대회에서 우승하였다. 특히 레이버와의 결승전 경기는 1970년 시드니 대회 결승과 함께 1968년 프랑스 오픈 결승 이후 줄곧 라이벌 관계를 유지해온 두 선수가 만들어낸 최고의 명경기 중 하나로 꼽힌다.
로즈월은 그동안 몇몇 그랑프리 대회에도 출전해왔기 때문에 WCT 파이널 대회로부터 약 10일 후 열린 그랑프리 마스터스 대회 출전 자격을 획득할만큼의 포인트를 획득했었다. 그러나 그는 이 시기에 피로가 매우 누적되어 있는 상태였기 때문에 이 대회 초청을 거절하고 연말 휴식에 들어갔다. 뉴컴 또한 그랑프리 마스터스 출전 자격을 얻은 상태였으나 로즈월과 마찬가지로 휴식을 택했다. 두 선수는 이듬해 시즌을 똑같이 호주 오픈 출전으로 시작했다.
1971년 로즈월은 8개 대회에서 우승했으며 승률은 78.4%(97경기 중 76승)였다. 주요 선수와의 상대 전적은 대 존 뉴컴 1승 3패, 대 로드 레이버 2승 3패, 스탠 스미스 1승 무패였다. 얀 코데시와는 아직 맞붙은 적이 없었다.
버드 콜린스와 쥬디스 앨라이언, 로버트 가이스트 등은 그들의 랭킹에서 로즈월을 뉴컴 또는 스미스 다음으로 3위에 올려 놓았다. 팅게이는 로즈월을 4위로, 리노 토마시(Rino Tommasi)는 1위로 꼽았으며, 로즈월은 스미스 및 뉴컴과 함께 마티니 로시 상(Martini-Rossi award)을 공동 수상하였다. 결국, 이 해에는 독보적인 랭킹 1위 선수가 없었다고 할 수 있다.

### 1972년
그동안은 ILTF와 WCT 소속 선수들이 각각 상대 협회의 대회에 출전하는 것이 가능했으나, 1972년 1월부터 7월까지 ILTF가 그들의 대회에 WCT 선수들의 참가를 금지하면서 두 협회는 일시적으로 완전히 갈라서게 되었다. ILTF가 WCT 선수들의 참가를 불허한 대회에는 데이비스 컵뿐만 아니라 프랑스 오픈과 윔블던까지 포함되었다. 호주 오픈은 ILTF의 이러한 조치를 피하기 위해 해당 조치가 시작되기 나흘 전인 1971년 12월 27일에 대회를 앞당겨 개최하는 편법을 쓰기도 했다. 이는 모든 계약 프로 선수들과 독립 프로 선수들이 대회에 참가할 수 있게 하기 위한 조치였지만, 대회가 크리스마스 및 신년 연휴 기간에 개최되는 바람에 결과적으로 선수들의 참가는 오히려 저조해졌다. 결국, 원래 3월에 개최되던 개회를 12월~1월 사이로 옮긴 이 결정은 1983년 이래 상당히 성공적으로 성장해오던 호주 오픈의 인기를 한 풀 꺾이게 만드는 악수가 되고 말았다.
이 해 봄 체결된 일시적인 협약을 통해 WCT 선수들은 8월부터 다시 ILTF의 서킷에 출전할 수 있게 되었다. 이에 따라 US 오픈에는 부상으로 불참한 토니 로체를 제외한 대부분의 톱플레이어들이 참가하여 성공적인 대회 개최가 가능했다. 이 해 대회에서는 일리에 나스타시가 우승했다. 이 외에도 계약 및 비계약 톱플레이어들이 대거 참여하는 큰 대회는 로스앤젤레스에서 열리는 퍼시픽 사우스웨스트 오픈과 그보다 약간 작은 스톡홀름 대회가 있었다. 이 두 대회에서는 모두 스탠 스미스가 우승했다.
1972년에 발표된 많은 랭킹들은 세계 랭킹 10위권에 6~7명의 WCT 선수들을 대거 포함시켰다. 그외에는 스탠 스미스, 일리에 나스타시, 마누엘 오란테스 등 3~4명의 독립 프로 선수들과 NTL 소속이었다가 WCT로 전향한 안데르스 히메노 등이 포함되었다. 따라서, 톱랭킹의 절반 이상을 점유하고 있는 WCT의 톱 선수들이 모두 참가하는 달라스의 WCT 파이널 대회는 US 오픈 이후의 가장 큰 대회 중 하나로 여겨졌다. 이 대회 결승에서 로즈월은 레이버를 4–6, 6–0, 6–3, 6–7, 7–6으로 꺾으면서 그의 선수 경력의 마지막 메이저 대회 우승컵을 거머쥐었다. 이 결승전은 1972년의 최고 명경기로 꼽히며, 오픈 시대 이후 성사되었던 로즈월과 레이버 간의 라이벌 경기 중 가장 내용이 훌륭한 경기로 평가받는다. 반면, 훗날 레이버는 이 경기보다도 1963년 프랑스 프로 대회 결승을 그들의 최고 명경기로 꼽았다.
한편, ILTF가 WCT 선수들에 대해 또다시 대회 참가 제한 조치를 취함에 따라 로즈월은 이 해 윔블던에 출전하지 못했다.

## 완전 오픈 시대: 1972년 8월~1980년

### 1972년
1972년 ATP이 설립되면서, 기존에 존재했던 소속 협회 등에 따른 특정 대회의 참가 제한이 거의 사라지게 되었다. 이에 따라 세계 테니스계는 진정한 의미의 오픈 시대를 맞게 되었다.
로즈월은 이 해 호주 오픈(선수들의 참가는 저조했다)을 포함하여 총 7개 대회에서 우승했다. 쥬디스 엘라이언(Judith Elian), 랜스 팅게이(Lance Tingay), 조 맥컬리(Joe McCauley) 등은 로즈월을 스탠 스미스와 일리에 나스타시 다음인 랭킹 3위에 올렸고, 버드 콜린스가 내놓은 랭킹에서는 나스타시와 로즈월의 자리가 바뀌었다. 로즈월은 이해 US 오픈 2회전에서 마크 콕스(Mark Cox)에 패해 탈락했다.

### 1973년
1973년 초 로즈월은 쉬운 상대들에게 잇따라 패하면서, 전년도 후반에 이어 계속해서 극심한 부진을 보였다. 1972년 호주 오픈에는 상위 랭킹 20위권 이내의 선수가 로즈월과 뉴컴 밖에 없을 정도로 선수들의 참여가 저조했는데, 이는 1973년에도 마찬가지였다. 그럼에도 불구하고 이 해 톱시드를 배정받은 로즈월은 독일의 칼 밀러에게 2회전에서 2-6, 3-6, 2-6으로 어이없는 패배를 당했다. 1972년 5월 달라스에서의 우승 이후 1973년 4월 휴스턴 리버 오크스(River Oaks)에서 우승할 때까지 로즈월은 도쿄 WCT와 브리즈번 대회에서만 겨우 우승을 했는데, 그나마 우승한 이 두 대회들도 참가 선수들 중 랭킹 20위 안의 선수는 로즈월 혼자뿐이었을 정도로 마이너급 대회였다. 로즈월의 하향세가 시작된 것은 1967년으로 거슬러 올라가지만 그래도 당시에는 톱랭커들과 비교했을 때의 상대적인 성적이 저조했을 뿐 여전히 많은 우승을 기록하고 있었다. 그런 의미에서 1973년은 로즈월이 본격적인 퇴조를 보이기 시작한 해라고 할 수 있다. 그는 여전히 세계적인 선수이기는 했지만, 더 이상 세계 랭킹 1위를 다투는 선수는 아니었다.
한편 ATP 선수들이 이 해 윔블던을 보이콧함에 따라 로즈월도 윔블던에 불참하였다.
이 해 로즈월이 거둔 최고의 성적은 첫째가 US 오픈(당시에 가장 큰 대회였다) 준결승 진출이었으며, 그 다음이 WCT 파이널에서의 3위 기록(준결승에서 아서 애시에서 패한 뒤 3위 결정전에서 로드 레이버에게 승리)이었다. 그는 휴스턴 WCT, 클리블랜드 WCT, 샬롯트 WCT, 그리고 오사카 및 도쿄 대회에서도 우승했다. 또한 그는 여전히 랭킹 10위권 안에 있었는데, 리노 토마시(Rino Tommasi)는 그를 4위에 올렸고 랜스 팅게이는 6위, 버드 콜린스는 5위, 조 맥컬리는 7위로 기록했다. 또한 ATP 랭킹에서는 6위를 기록했다.

### 1974년
1974년 로즈월은 1952년 이후 처음으로 한 건의 단식 우승도 기록하지 못했다. 그는 9개 대회에 출전하여 윔블던 및 포레스트 힐 대회 등 3개 대회에서 결승에 진출하였다. 윔블던과 포레스트 힐 대회가 상대적으로 큰 대회였기 때문에 관련 기자들은 그를 2위(랜스 팅게이)에서 7위(버드 콜린스) 사이에 올렸다. 그러나 너무 적은 대회에만 참가했기 때문에 ATP 랭킹은 8위까지 하락했다. 로즈월의 대회 참가가 적었던 원인 중의 하나는 그가 이 해 월드 팀 테니스(World Team Tennis)에서 피츠버그 트라이앵글스(Pittsburgh Triangles)의 코치를 맡았던 것이었다.

### 1975년
1975년 로즈월은 5개 대회(Jackson, Houston-River Oaks, Louisville, Gstaad, Tokyo Gunze Open)에서 우승하면서 여전히 랭킹 10~15위권을 유지했다. 또한 데이비스 컵에 오스트레일리아 대표 선수로 출전하여 뉴질랜드를 상대로 단식에서 2승을 거두기도 했다. 이 해 41세의 나이로 생애 마지막 윔블던에 출전했는데, 공교롭게도 그가 윔블던에 생애 첫 출전을 했던 1968년과 동일한 회전(4회전)에서 동일한 상대(토니 로체)에게 패하여 탈락했다.

### 1976년
1976년 들어 로즈월의 랭킹은 상위 10위권 밖으로 밀려났다. 그러나 브리즈번, 잭슨 WCT, 홍콩 대회 등 3개 대회에서 우승하면서 20위권 이내를 유지했다.

### 1977-1980년
1977년을 마지막으로 로즈월의 랭킹은 20위권 밖으로 밀려났다. 그는 1952년부터 1977년까지 무려 26년간 세계 랭킹 20위권을 유지했다. 1977년 만 43세에 가까운 나이로 시드니 인도어 대회에 출전한 그는 당시 세계 랭킹 3위였던 비터스 제럴라이티스를 꺾으며 결승까지 진출하였다. 결승에서 지미 코너스를 만나 7-5, 6-4, 6-2로 아깝게 패하며 준우승에 머물렀지만, 당시 그의 나이를 고려했을 때 이는 놀라운 성적이었다. 그는 이 해 홍콩과 도쿄 대회에서 생애 마지막 우승을 거두었다.
1979년에는 44세의 나이로 다시 한 번 시드니 인도어 대회에서 4강까지 진출하는 저력을 과시했다.
1980년 로즈월은 만 46세에 가까운 나이로 멜버른 인도어 대회에 출전, 1회전에서 당시 세계 랭킹 49위였던 미국의 부치 월츠를 꺾은 뒤 2회전에서 폴 맥나미에게 패했다.
로즈월은 1980년 10월 프로 투어에서 은퇴했다.

### 1982년
로즈월은 1982년 2월 47세의 나이로 비 ATP 대회인 뉴 사우스 웨일즈 하드코트 챔피언십(New South Wales Hardcourt Championships in Grafton)에 출전하여 잠시 컴백했다. 이 대회에서 그는 결승까지 진출, 브렛 에드워즈에게 6-4, 6-2로 패했다.

## 기록
- 다음의 기록들은 오픈 시대에 달성한 것이다.

| 그랜드 슬램 | 연도    | 기록          | 타이 기록                                                                                             |
| 호주 오픈   | 1971-72 | 2년 연속 우승 | 기예르모 빌라스 요한 크리크 매츠 빌랜더 스테판 에드베리 이반 렌들 짐 쿠리어 안드레 애거시 로저 페더러 |

## 통산 단식 타이틀 (1950-1980년)
※ 출처: Michel Sutter, Vainqueurs Winners 1946-2003, Paris 2003; Joe McCauley, The History of Professional Tennis, London 2001; Robert Geist, Der Grösste Meister Die denkwürdige Karriere des australischen Tennisspielers Kenneth Robert Rosewall, Vienna 1999 ; Tony Trabert in Tennis de France
오늘날에는 ITF와 ATP에 의해 모든 기록들이 체계적으로 수집되고 보관되지만, 1972년 전에는 그러한 기록 체계가 존재하지 않았다. 현재 남아있는 기록으로 확인되는 바에 따르면 로즈월은 최소한 130회 이상 우승을 한 것으로 계산된다.
| 연도                | 우승 | 대회                                                                                         | 코트 종류                | 준우승                                              | 스코어                | 일시                                          |
| ------------------- | ---- | -------------------------------------------------------------------------------------------- | ------------------------ | --------------------------------------------------- | --------------------- | --------------------------------------------- |
| 아마추어 커리어     |      |                                                                                              |                          |                                                     |                       |                                               |
| 1950                | 0    |                                                                                              |                          |                                                     |                       |                                               |
| 1951                | 1    | Sydney Seaside Championships (맨리)                                                          |                          | 제임스 길크리스트                                   | 6–1 6–4               | 1951년 1월 (1950년 12월 시작)                 |
| 1952                | 0    |                                                                                              |                          |                                                     |                       |                                               |
| 1953                | 4    | Western Australian Championships (퍼스)                                                      | 잔디                     | 돈 캔디                                             | 6–3 6–4 6–2           | 1월 초                                        |
| 1953                | 4    | Australian Amateur Championships (멜버른)                                                    | 잔디                     | 머빈 로즈                                           | 6–0 6–3 6–4           | 1월 8-17일                                    |
| 1953                | 4    | Roland Garros (파리)                                                                         | 클레이                   | 빅 세이셔스                                         | 6–3 6–4 1–6 6–2       | 5월 23-31일                                   |
| 1953                | 4    | Pacific Southwest (로스앤젤레스)                                                             | 하드                     | 빅 세이셔스                                         | 6–4 1–6 3–6 1–6 6–4   | 9월 15-21일                                   |
| 1954                | 4    | Darling Downs Championships Toowoomba                                                        |                          | 말 앤더슨                                           | 6–4 6–2               | 4월 18-19일                                   |
| 1954                | 4    | Northern Tournament (맨체스터)                                                               | 잔디                     | 렉스 하트윅                                         | 6–2 6–1               | 5월 31일-6월 5일                              |
| 1954                | 4    | Queensland Championships (투움바)                                                            |                          | 말콤 앤더슨                                         | 6–4 (마지막 세트)     | 10-11월                                       |
| 1954                | 4    | Victorian Championships (멜버른)                                                             | 잔디                     | 빅 세이셔스                                         | 6–1 4–6 6–1 7–5       | 11월 24일-12월 5일                            |
| 1955                | 5    | Sydney Seaside Championships (Manly)                                                         | 잔디                     | 말 앤더슨                                           | 6–1 6–4               | 1954년 12월 말 -1955년 1월 초                 |
| 1955                | 5    | Australian Amateur Championships (애들레이드)                                                | 잔디                     | 루 호드                                             | 9–7 6–4 6–4           | 1월 21-31일                                   |
| 1955                | 5    | Australian (and Tasmanian) Hard Court Championships (런세스턴) (타즈매니아)                  | 클레이                   | 닐 프레이저                                         | 6–3 5–7 6–4 2-6 6-1   | 4월 9-16일                                    |
| 1955                | 5    | London Championships (런던 퀸즈 클럽)                                                        | 잔디                     | 루 호드                                             | 6–2 6–3               | 6월 13-18일 또는 19일                         |
| 1955                | 5    | Queensland Championships (브리즈번)                                                          | 잔디                     | 애슐리 쿠퍼                                         | 6–8 6–4 6–4 6–4       | 10월 28일-11월 6일                            |
| 1956                | 11   | County of Cumberland Tournament (시드니)                                                     |                          | P. 프랭클랜드                                       | 6–2 6–4               | 1955년 12월 21일 -1956년 1월 2일              |
| 1956                | 11   | Darling Downs Championships (투움바)                                                         |                          | P. 게이던                                           | 6–1 6–4               | 4월 1–2일                                     |
| 1956                | 11   | Swedish International Hard Court (바스타드)                                                  | 클레이                   | 커트 닐센                                           | 7–5 6–3 6–1           | 7월 8-15일                                    |
| 1956                | 11   | Travemünde                                                                                   |                          | 라디슬라스 레젠스타인                               | 8–6 3–6 6–0           | 7월 16-21일 또는 22일                         |
| 1956                | 11   | Colonel Kuntz Cup (드빌)                                                                     |                          | 마르셀 베르나르                                     | 6–1 6–3 11-9          | 7월 23-29일                                   |
| 1956                | 11   | 뉴포트                                                                                       |                          | 해밀턴 리차드슨                                     | 6–0 8–6 6–2           | 7월 23-29일                                   |
| 1956                | 11   | US amateur Championships (Forest Hills)                                                      | 잔디                     | 루 호드                                             | 4–6 6–2 6–3 6–3       | 8월 28일-9월 9일                              |
| 1956                | 11   | New South Wales Championships (시드니)                                                       | 잔디                     | 닐 프레이저                                         | 6–4 7–5 6–4           | 11월 7-17일                                   |
| 1956                | 11   | South Australian Championships (애들레이드)                                                  | 잔디                     | 루 호드                                             | 6–1 7–5 6–1           | 11월 22일-12월 1일                            |
| 1956                | 11   | Victorian Championships (멜버른)                                                             | 잔디                     | 루 호드                                             | 5–7 7–5 6–2 4–6 6–4   | 12월 6-15일                                   |
| 1956                | 11   | New South Wales Hard Court Championships (와가 와가)                                         | 클레이                   | 닐 프레이저                                         | 6–2 6–4               | 12월 말 ?                                     |
| 프로 커리어         |      |                                                                                              |                          |                                                     |                       |                                               |
| 1957                | 1    | London Indoor Pro Championships-Wembley                                                      | 인도어 우드              | 판초 세구라                                         | 1–6 6–3 6–4 3–6 6–4   | 9월 25-28일                                   |
| 1958                | 3    | Slazenger Pro (이스트번)                                                                     | 잔디                     | 토니 트래버트                                       | 6–0 6–2 6–8 2–6 7–5   | 8월 12-16일                                   |
| 1958                | 3    | French Pro & World Pro Hard Court Championship (롤랑 가로스)                                 | 클레이                   | 루 호드                                             | 3–6 6–2 6–4 6–0       | 9월 15-20일                                   |
| 1958                | 3    | Madrid Pro (4인 대회)                                                                        |                          | 토니 트래버트                                       | 6-3,2-6,10-8          | 10월 31일-11월 1일                            |
| 1959                | 3    | Queensland Pro (브리즈번)                                                                    | 잔디                     | 토니 트래버트                                       | 6–2 4–6 3–6 7–5 6–1   | 1월 20-24일                                   |
| 1959                | 3    | Palermo Pro (4인 대회)                                                                       | 클레이                   | 프랭크 세지먼                                       | 6–3 6–1               | 8월 24-25일                                   |
| 1959                | 3    | Queensland Pro (브리즈번)                                                                    | 잔디                     | 판초 곤잘레스                                       | 1–6 7–5 8–6 8–6       | 12월 15-19일                                  |
| 1960                | 6    | Australian Pro Indoor (멜버른)                                                               | 인도어                   | 루 호드                                             | 6–3 9-11 8-10 7–5 6–3 | 5월 4일 또는 6-10일                           |
| 1960                | 6    | San Francisco Pro                                                                            |                          | 루 호드                                             | 7–5 7–5               | 6월 15-18일 또는 19일                         |
| 1960                | 6    | Los Angeles Pro Championships                                                                | 하드                     | 루 호드                                             | 10-12 6–3 6–4         | 6월 23-26일 또는 27일                         |
| 1960                | 6    | French Pro & World Pro Hard Court Championship (롤랑 가로스)                                 | 클레이                   | 루 호드                                             | 6–2 2–6 6–2 6–1       | 9월 12-18일                                   |
| 1960                | 6    | London Indoor Pro Championships-Wembley                                                      | 인도어 우드              | 판초 세구라                                         | 5–7 8–6 6–1 6–3       | 9월 19-24일                                   |
| 1960                | 6    | Manila Jack Kramer Tournament Pro                                                            |                          | 안드레스 히메노                                     | 6–3 6–4               | 11월 23-28일                                  |
| 1961                | 3    | French Pro & World Pro Hard Court Championship (롤랑 가로스)                                 | 클레이                   | 판초 곤잘레스                                       | 2–6 6–4 6–3 8–6       | 9월 12-17일                                   |
| 1961                | 3    | London Indoor Pro Championships-Wembley                                                      | 인도어 우드              | 루 호드                                             | 6–3 3–6 6–2 6–3       | 9월 18-23일                                   |
| 1961                | 3    | New South Wales Pro (시드니)                                                                 | 잔디                     | 부치 부크홀츠                                       | 6–4 6–3 6–1           | 11월 28일-12월 3일                            |
| 1962                | 10   | South Australian Pro (애들레이드)                                                            | 잔디                     | 안드레스 히메노                                     | 7–9 6–3 12-10 6–4     | 1월 8-13일                                    |
| 1962                | 10   | Victorian Pro (멜버른)                                                                       | 잔디                     | 루 호드                                             | 6–3 6–8 6–0 6–4       | 1월 14-20일                                   |
| 1962                | 10   | The Australian TV Series (시드니)                                                            | 잔디                     | Rosewall winner of the "king-of-the-hill" challenge |                       | 2월                                           |
| 1962                | 10   | Wellington Pro (4인 대회)                                                                    | 잔디                     | 안드레스 히메노                                     | 4–6 6–2 6–1           | 3월 ?                                         |
| 1962                | 10   | Auckland Pro (4인 대회)                                                                      | 잔디                     | 안드레스 히메노                                     | 6–3 6–2               | 3월 또는 4월 ?                                |
| 1962                | 10   | Geneva Gold Trophy Pro Championships                                                         |                          | 루 호드                                             | 6–3 7–5               | 8월 28일 - 9월 2일                            |
| 1962                | 10   | French Pro & World Pro Hard Court Championship (롤랑 가로스)                                 | 클레이                   | 안드레스 히메노                                     | 3–6 6–2 7–5 6–2       | 9월 10-16일                                   |
| 1962                | 10   | London Indoor Pro Championships-Wembley                                                      | 인도어 우드              | 루 호드                                             | 6–4 5–7 15-13 7–5     | 9월 17-22일                                   |
| 1962                | 10   | Milano Pro                                                                                   |                          | 안드레스 히메노                                     | 6–3 6–2 6–2           | 9월 24-29일                                   |
| 1962                | 10   | Swedish Pro Championships (스톡홀름)                                                         |                          | 안드레스 히메노                                     | 3–6 6–2 7–5           | 10월 8-12일                                   |
| 1963                | 5    | Los Angeles Adler Pro Championships                                                          | 하드                     | 로드 레이버                                         | 14-12 6–4 6–3         | 6월 12-16일                                   |
| 1963                | 5    | U.S. Pro Tennis Championships (포레스트 힐즈)                                                | 잔디                     | 로드 레이버                                         | 6–4 6–2 6–2           | 6월 24-29일                                   |
| 1963                | 5    | French Pro (Paris-Coubertin)                                                                 | 인도어 우드              | 로드 레이버                                         | 6–8 6–4 5–7 6–3 6–4   | 9월 9-15일                                    |
| 1963                | 5    | London Indoor Pro Championships-Wembley                                                      | 인도어 우드              | 루 호드                                             | 6–4 6–2 4–6 6–3       | 9월 16-21일                                   |
| 1963                | 5    | Italian Pro Championships (로마)                                                             |                          | 로드 레이버                                         | 6–4 6–3               | 9월 28-30일                                   |
| 1964                | 10   | 멜버른 Pro (4인 대회)                                                                        | 잔디                     | 로드 레이버                                         | 6–4 6–4               | 1월 9-11                                      |
| 1964                | 10   | Masters Round Robin Pro (로스앤젤레스)                                                       | 하드                     | 프랭크 세지먼                                       | 6–2 6–4               | 6월 1–8일                                     |
| 1964                | 10   | Saint Louis Volkswagen Pro Championships                                                     |                          | 판초 곤잘레스                                       | 6–4 6–3               | 6월 9-14일                                    |
| 1964                | 10   | Schiltz Pro Championships (밀워키)                                                           |                          | 판초 곤잘레스                                       | 6–4 3–6 6–2           | 6월 23-28일                                   |
| 1964                | 10   | San Remo Pro Championships (4인 대회)                                                        | 클레이 ?                 | 부치 부크홀츠                                       | 6–1 6–2               | 8월 5–6일                                     |
| 1964                | 10   | Venice Pro Championships (4인 대회)                                                          | 클레이 ?                 | 안드레스 히메노                                     | 3–6 6–2 6–4           | 8월 10-11일                                   |
| 1964                | 10   | 칸 Pro                                                                                       | 인도어 ?                 | 판초 곤잘레스                                       | 6–3 3–6 14-12 6–4     | 8월 12-16일                                   |
| 1964                | 10   | French Pro (Paris-Coubertin)                                                                 | 인도어 우드              | 로드 레이버                                         | 6–3 7–5 3–6 6–3       | 9월 8-13일                                    |
| 1964                | 10   | Hannover Pro                                                                                 |                          | 부치 부크홀츠                                       | 3–6 6–3 6–3           | 9월 25-28일                                   |
| 1964                | 10   | Western Province Pro (케이프 타운)                                                           |                          | 부치 부크홀츠                                       | 2–6 6–3 6–4           | 10월                                          |
| 1965                | 6    | Queensland Pro (브리즈번)                                                                    | 잔디                     | 로드 레이버                                         | 6–8 6–2 6–4           | 1월 12-16일                                   |
| 1965                | 6    | Greater Washington Pro (레스톤)                                                              |                          | 로드 레이버                                         | 8–6 6–1               | 6월 23-27일                                   |
| 1965                | 6    | Volskwagen Pro Championships (세인트 루이스)                                                 |                          | 안드레스 히메노                                     | 3–6 6–2 6–2           | 6월 30일 – 7월 4일                            |
| 1965                | 6    | U.S. Pro Tennis Championships (보스턴 근교 체스트넛 힐, 롱우드 C.C.)                         | 잔디                     | 로드 레이버                                         | 6–4 6–3 6–3           | 7월 14-19일                                   |
| 1965                | 6    | French Pro (Paris-Coubertin)                                                                 | 인도어 우드              | 로드 레이버                                         | 6–3 6–2 6–4           | 9월 8-13일                                    |
| 1965                | 6    | Scandinavian Pro Championships (헬싱키)                                                      |                          | 안드레스 히메노                                     | 6–3 6–1               | 9월 22-27일                                   |
| 1966                | 9    | South Australian Pro (애들레이드)                                                            | 잔디                     | 피에르 바르테스                                     | 9–7 3–6 6–2           | 1월 12-15일                                   |
| 1966                | 9    | New South Wales Pro Championships (시드니)                                                   | 잔디                     | 안드레스 히메노                                     | 6–4 6–2               | 1월 24-26일                                   |
| 1966                | 9    | Madison Square Garden Pro (뉴욕)                                                             | 인도어                   | 로드 레이버                                         | 6–3 6–3               | 3월 21-26일                                   |
| 1966                | 9    | Casablanca Pro                                                                               | 클레이                   | 안드레스 히메노                                     | 6–3 6–2               | 5월 20-23일                                   |
| 1966                | 9    | Peacock Gap Pro Championships Round Robin (산 라파엘)                                        |                          | 로드 레이버 2nd                                     | 켄 로즈월 1st         | 6월 22-27일                                   |
| 1966                | 9    | Newport Pro Championships Round Robin                                                        |                          | 말 앤더슨 2nd                                       | 켄 로즈월 1st         | 7월 6-10일                                    |
| 1966                | 9    | French Pro (Paris-Coubertin)                                                                 | 인도어 우드              | 로드 레이버                                         | 6–3 6–2 14-12         | 9월 28일-10월 2일                             |
| 1966                | 9    | Benoni Pro                                                                                   |                          | 안드레스 히메노                                     | 7–5 (pro set)         | 10월 8-12일                                   |
| 1966                | 9    | Johannesburg Pro Round Robin (레이버가 우승한 직전의 the South African Pro와 혼동하지 말 것) | 하드                     | 로드 레이버 2nd                                     | 켄 로즈월 1st         | 10월 18-20일                                  |
| 1967                | 7    | BBC2 Pro (웸블리) (4인 대회)                                                                 | 인도어 우드              | 데니스 랄스턴                                       | 6–4 6–2               | 4월 5일 (하루)                                |
| 1967                | 7    | Los Angeles Pro Championships Round Robin                                                    | 하드 ?                   | 로드 레이버                                         | 6–2 2–6 7–5           | 24-28 May                                     |
| 1967                | 7    | Pacific Coast Pro Championships (버클리)                                                     | 하드                     | 로드 레이버                                         | 4–6 6–3 8–6           | 6월 1–4일                                     |
| 1967                | 7    | U.S. Pro 하드court Championships (세인트 루이스)                                             | 하드                     | 안드레스 히메노                                     | 6–3 6–4               | 6월 14-18일                                   |
| 1967                | 7    | 뉴 포트 비치 Pro Championships                                                               |                          | 안드레스 히메노                                     | 6–3 6–3               | 6월 21-25일                                   |
| 1967                | 7    | Natal Pro (더반)                                                                             |                          | 프레드 스톨                                         | 6–4 6–2               | 9월 7–9일 또는 10일                           |
| 1967                | 7    | Western Province Pro Championships (케이프 타운)                                             |                          | 프레드 스톨                                         | 6–1 3–6 6–3           | 9월 13-16일                                   |
| 프로 및 오픈 커리어 |      |                                                                                              |                          |                                                     |                       |                                               |
| 1968                | 5    | NTL Paris Pro-Coubertin (6-man tournament)                                                   | 인도어 우드              | 안드레스 히메노                                     | 6–3 6–4               | 4월 16,18-19일                                |
| 1968                | 5    | British Hard Court Championships (본머스)                                                    | 클레이                   | 로드 레이버                                         | 3–6 6–2 6–0 6–3       | 4월 22-27일                                   |
| 1968                | 5    | 프랑스 오픈 Championships 롤랑 가로스                                                        | 클레이                   | 로드 레이버                                         | 6–3 6–1 2–6 6–2       | 5월 27일 - 6월 9일                            |
| 1968                | 5    | Fort Worth Colonial Pro Championships                                                        | 하드                     | 안드레스 히메노                                     | 6–4 6–3               | 8월 15-18일                                   |
| 1968                | 5    | Jack Kramer Tournament of Champions-Wembley Pro                                              | 인도어                   | 존 뉴컴                                             | 6–4 4–6 7–5 6–4       | 11월 15-21일                                  |
| 1969                | 3    | Wills West of England Open Championship (브리스톨)                                           | 잔디                     | 피에르 바르테스                                     | 8-10 6–3 6–1          | 6월 9-14일                                    |
| 1969                | 3    | Chicago Pro Championships                                                                    | 하드                     | 버치 부크홀츠                                       | 6–3 6–4               | 9월 8-11일                                    |
| 1969                | 3    | Midland Pro 4 man event, 미들랜드, 텍사스주                                                  |                          | 판초 곤잘레스                                       | 5-7 6-1 7-5           | 10월 3-5일                                    |
| 1970                | 6    | Hollywood Pro Championships                                                                  | 클레이                   | 안드레스 히메노                                     | 3–6 6–2 3–6 7–6 6–3   | 2월 11일 또는 12-14일                         |
| 1970                | 6    | South Texas Pro Championships (Corpus Christi WCT)                                           | 하드                     | 존 뉴컴                                             | 6–2 6–0               | 2월 20-22일                                   |
| 1970                | 6    | Rothmans Open South England (이스트번)                                                       | 잔디                     | 밥 휴이트                                           | 6–2 6–1               | 6월 14-19일                                   |
| 1970                | 6    | Green Shield Welsh Open (뉴포트)                                                             | 잔디                     | 존 뉴컴                                             | 6–4 6–4               | 7월 5-10일                                    |
| 1970                | 6    | Western Championships (신시내티)                                                             | 클레이                   | 클리프 리치                                         | 7–9 9–7 8–6           | 7월 20-26일                                   |
| 1970                | 6    | US Open (New York -Forest Hills)                                                             | 잔디                     | 토니 로체                                           | 2–6 6–4 7–6 6–3       | 9월 2-13일                                    |
| 1971                | 8    | Australian Open (시드니)                                                                     | 잔디                     | 아서 애시                                           | 6–1 7–5 6–3           | 3월 8-14일                                    |
| 1971                | 8    | South African Open (요하네스버그)                                                            | 하드                     | 프레드 스톨                                         | 6–4 6–0 6–4           | 4월 5-17일                                    |
| 1971                | 8    | (Denver)                                                                                     | 인도어 카페트 (Uni-Turf) | 클리프 드리스데일 2nd                               | 켄 로즈월 1st         | 4월 ?-25일                                    |
| 1971                | 8    | Green Shield Welsh Open (뉴포트)                                                             | 잔디                     | 로저 테일러                                         | 6–1 9–8               | 7월 5-10일                                    |
| 1971                | 8    | Washington Star International                                                                | 클레이                   | 마티 리센                                           | 6–2 7–5 6–1           | 7월 12-18일                                   |
| 1971                | 8    | U.S. Pro Tennis Championships (보스턴 근교 체스트넛 힐, 롱우드 C.C.)                         | 실외 카페트 (Uni-Turf)   | 클리프 드리스데일                                   | 6–4 6–3 6–0           | 8월 2–8일                                     |
| 1971                | 8    | Vancouver WCT Rothmans International                                                         |                          | 톰 오케르                                           | 6–2 6–2 6–4           | 10월 3일 또는 4-10일                          |
| 1971                | 8    | WCT Finals (휴스턴) & (댈러스)                                                               | 카페트                   | 로드 레이버                                         | 6–4 1–6 7–6 7–6       | 11월 19-21일(휴스턴) / 11월 26일(달라스/결승) |
| 1972                | 7    | Australian Open (시드니)                                                                     | 잔디                     | 말 앤더슨                                           | 7–6 6–3 7–5           | 1971년 12월 27일-1972년 1월 3일               |
| 1972                | 7    | Hollywood (FL) WCT                                                                           | 하드                     | 클리프 드리스데일                                   | 3–6 6–2 6–4           | 2월 28일-3월 3일 또는 5일                     |
| 1972                | 7    | Hilton Head CBS Classic WCT                                                                  | 하드                     | 존 뉴컴                                             | 7–5 6–3               | 3월 21일-25일 또는 26일                       |
| 1972                | 7    | Charlotte/WCT NCNB Classic                                                                   | 클레이                   | 클리프 리치                                         | 7–5 6–3               | 4월 23                                        |
| 1972                | 7    | WCT Finals (댈러스)                                                                          | 카페트                   | 로드 레이버                                         | 4–6 6–0 6–3 6–7 7–6   | 5월 10-14일                                   |
| 1972                | 7    | Tokyo Classic WCT                                                                            | 클레이                   | 프레드 스톨                                         | 7–5 7–6 6–3           | 10월 2일 또는 4-7일                           |
| 1972                | 7    | Queensland Championships 브리즈번                                                            | 잔디                     | 지오프 마스터스                                     | 6–2 5–7 6–4 3–6 7–5   | 11월 26일 또는 27일 -12월 2일                 |
| 1973                | 5    | River Oaks Championships WCT (휴스턴)                                                        | 클레이                   | 프레드 스톨                                         | 6–4 6–1 7–5           | 4월 2-8일                                     |
| 1973                | 5    | Cleveland WCT                                                                                | 인도어 카페트            | 로저 테일러                                         | 6–3 6–4               | 4월 9-15일                                    |
| 1973                | 5    | Charlotte/WCT NCNB Classic                                                                   | 클레이                   | 아서 애시                                           | 6–3 7–6               | 4월 17-22일                                   |
| 1973                | 5    | Osaka Open                                                                                   | 하드                     | 사카이 토시로                                       | 6–2 6–4               | 10월 1–7일                                    |
| 1973                | 5    | Japan Open (도쿄)                                                                            | 클레이                   | 존 뉴컴                                             | 6–1 6–4               | 10월 8-14일                                   |
| 1974                | 0    |                                                                                              |                          |                                                     |                       |                                               |
| 1975                | 5    | Jackson Invitational                                                                         | 인도어 카페트            | 얼 부크홀츠                                         | 7–5 4–6 7–6           | 3월 24-30일                                   |
| 1975                | 5    | River Oaks Championships WCT (휴스턴)                                                        | 클레이                   | 클리프 드리스데일                                   | 6–3 3–6 6–1           | 4월 21-27일                                   |
| 1975                | 5    | Louisville                                                                                   | 클레이                   | 스탠 스미스                                         | 7–6 7–6               | 5월 5-11일                                    |
| 1975                | 5    | International Open Championships of Switzerland (크슈타트)                                   | 클레이                   | 칼 밀러                                             | 6–4 6–4 6–3           | 7월 7-13일                                    |
| 1975                | 5    | Tokyo Gunze Open                                                                             |                          | 존 뉴컴                                             | 7–5 4–6 6–1           | 11월 24-30일                                  |
| 1976                | 3    | Queensland Invitational (브리즈번)                                                           | 잔디                     | 존 뉴컴                                             | 7–6 6–2               | 1월 26일까지                                  |
| 1976                | 3    | Jackson Tennis South Invitational                                                            | 인도어 카페트            | 라울 라미레즈                                       | 6–3 6–3               | 3월 16-21일                                   |
| 1976                | 3    | Hong Kong Classic                                                                            | 하드                     | 일리에 나스타시                                     | 1–6 6–4 7–6 6–0       | 11월 7-14일                                   |
| 1977                | 2    | Hong-Kong Colgate Tennis Classic                                                             | 하드                     | 톰 고먼                                             | 6–3 5–7 6–4 6–4       | 11월 7-13일                                   |
| 1977                | 2    | Tokyo Gunze Open                                                                             |                          | 일리에 나스타시                                     | 4-6 7-6 6-4           | 11월 28일까지                                 |

- 참고
  - ATP는 1968년부터 대회 결과 기록을 시작했으며 초기에 몇몇 대회 결과는 누락되기도 했다. 일례로 1970년 3월 던롭 시드니 오픈과 1973~74년 뉴 사우스 웨일즈 챔피언십은 대회 결과가 남아있지 않았다.
  - 위 표에 기록된 일시는 결승전이 열린 날짜이다. 몇몇 대회의 날짜는 기록 출처에 따라 며칠의 차이가 있는 경우도 있다.(예: 조 맥컬리는 프렌치 프로 결승이 1958년 9월 20일이라고 기록한 반면 미첼 슈터는 9월 22일로 기록함) 또한 대회가 개최된 달만 기록으로 남아 있는 경우도 있다.
  - 이 표는 '4인 대회'를 포함한 결과이다.

## 협회간 배척 시기의 프로 투어 대회 타이틀 (1957~1967년/최소 7회)
오픈 시대 이전에는 프로 선수들은 일반 토너먼트 대회보다는 '투어'(tour)라고 불리는 형태의 대회에서 더 많이 뛰는 경우가 많았다. 당시의 투어 대회는 소수의 스타급 선수들만이 참가하여 집중적으로 일대일 경기를 벌이는 형태로서 오늘날의 투어 대회와는 의미가 다르며, 60년대 이전에는 규모가 충분히 큰 토너먼트 대회가 많지 않았으므로 선수들은 경제적으로 좀 더 이득이 되는 투어 대회에 더 많이 참가하였다. 일례로 1937년 엘스워스 바인스는 2개 투어 대회에서 70 경기를 뛰었지만 토너먼트 대회에는 전혀 참가하지 않았다. 로즈월의 경우 프로 전향 후 첫 5개월인 1957년 1월부터 5월까지 투어 대회에서 판초 곤잘레스 한 사람만을 상대로 한 경기가 이미 76경기나 되었지만, 토너먼트 대회에서는 9 경기 밖에 치르지 않았다. 그러나 1960년대 들어 이러한 경향은 정반대의 양상을 보이기 시작하여, 선수들은 투어 대회보다는 토너먼트 대회에 훨씬 많이 출전하기 시작하였다. 이는 바꿔말하면, 1960년대 이전에 활동했던 선수들이 오늘날의 선수들과 같이 많은 숫자의 토너먼트 대회에 출전할 기회가 있었다면 그들이 기존에 획득한 것보다 더 많은 타이틀을 획득할 수 있었을 것이라는 것을 의미한다.
일부 오래된 투어 대회의 결과는 기록이 전혀 남아있지 않기도 하다. 아래의 대회 결과들은 세부정보는 빠져있으나 우승자는 정확히 기록이 남아있는 대회들이다.
| 대회명                                          | 일시                                         | 우승                 | 나머지 순위 | 비고 |
| ----------------------------------------------- | -------------------------------------------- | -------------------- | --- | --- |
| Australian pro tour                             | 1958년 8월 2일 -10월 25일                    | 켄 로즈월            | 루 호드 프랭크 세지먼 판초 세구라                                                                                          | 일인당 20경기 (세부정보 미상) |
| Perrier Trophy pro tour                         | 1958년 8월 2일 -10월25일                     | 켄 로즈월            | 판초 세구라 토니 트래버트 루 호드                                                                                          | |
| South African pro tour                          | 1959년 11월                                  | 켄 로즈월(12승 2패)  | 판초 세구라(9승 5패) 애슐리 쿠퍼(7승 7패) 말콤 앤더슨(4승 10패) 머빈 로즈(3승 11패)                                        | |
| New Zealand pro tour                            | 1962년 3월 ?                                 | 켄 로즈월(4승 1패)   | 안드레스 히메노(3승 2패) 프랭크 세지먼(2승 3패) 루이스 아얄라(1승 4패                                                      | |
| Australasian (Australian+NewZealander) pro tour | 1963년 1월 (첫 경기:1월 6일)                 | 켄 로즈월(11승 2패)  | 로드 레이버(2승 11패) | 로즈월과 레이버의 일대일 경기. 13경기 중 12경기의 스코어 기록은 정확히 남아있음.                                                                         |
| U.S. pro tour                                   | 1963년 2월 8일 -5월 말                       | 켄 로즈월(31승 10패) | 로드 레이버(26승 16패) 버치 부크홀츠(23승 18패) 안드레스 히메노(21승 20패) 배리 맥케이(12승 29패) 루이스 아얄라(11승 30패) | 왼쪽은 1차 리그전 결과. 이후 1,2위를 결정하는 결승에서 로즈월이 레이버에게 14승 4패로 승리. 3,4위 결정전에서 히메노가 부크홀츠를 상대로 11승 7패로 승리. |
| Facis Trophy (Trofeo Facis) pro tour            | 1964년 7월 28일 -8월 11일; 9월 29일-10월 8일 | 켄 로즈월            | 안드레스 히메노 판초 곤잘레스 버치 부크홀츠                                                                                | |

## 단체전 성적
- 데이비스 컵: 로즈월은 단식에서 17승 2패, 복식에서 2승 1패를 기록했다. 오스트레일리아가 우승한 1953, 1955, 1956, 1973년에도 대표선수로 참가했다. 이 네 번의 우승에서 결승 상대는 모두 미국이었다. 다만 1973년 우승 당시 결승전에는 개인 사유로 불참했다.

- 크레이머 컵(Kramer Cup): 크레이머 컵은 데이비스 컵과 같은 형식을 갖춘 단체전이었으며, 1961년부터 1963년까지 3회만 개최되었다. 로즈월은 이 대회 단식에서 9승 1패, 복식에서 4승 1패를 기록했다. 세 번의 대회 모두 오스트레일리아가 우승했다.

## 대 레이버 전적
출처: Joe McCauley, The History of Professional Tennis, London 2001; World Tennis (the US Magazine); World of Tennis (Annuals edited by John Barrett); Marion Anthony "Tony" Trabert in Tennis de France (French magazine); Google Archives; ATP
로버트 가이스트(Robert Geist)의 가장 최근 추정에 의하면 로즈월의 대 레이버 총 전적은 66승 75패 정도이다. 로즈월은 1957년에 프로로 전향했지만 레이버는 1963년에 전향했기 때문에 두 사람은 1963년 이전까지는 경기를 한 적이 없었다. 1956년에는 두 사람이 모두 아마추어 서킷에서 활동했지만 역시 함께 경기를 한 적은 없었다.
1963년 두 사람이 처음 프로 투어에서 만나 치른 경기는 약 46 경기로 두 사람의 통산 경기 기록 중 거의 3분의 1에 해당하는데, 이 해에는 로드월이 레이버에게 압도적인 우위를 보였다. 그러나 이후 1964년부터 1970년까지(1972년 포함) 오랜 기간동안 레이버가 로드월에게 우위를 점하게 된다.
로즈월에 많이 만났던 선수로는 레이버뿐만 아니라 판초 곤잘레스도 있지만, 곤잘레스와의 경기 기록은 레이버와의 기록에 비해 상대적으로 제대로 남아있지 않은 상태이다. 아래는 로드월 대 레이버의 경기 기록을 정리한 것이다.
경기를 가진 기록은 있으나 결과가 남아 있지 않은 것은 다음과 같다.
| 대회                              | 일시               | 참가 선수                        |
| --------------------------------- | ------------------ | -------------------------------- |
| New Zealand tour (일부 기록 존재) | 1964년 3월         | 로드 레이버 루 호드 말 앤더슨    |
| Manila Pro                        | 1965년 9월 28-29일 |                                  |
| Tour in Nairobi                   | 1966년 10월-11월   | Entebbe, Accra, Lagos            |
| Italian tour (4개 도시 순회 경기) | 1967년 8월         | 프로 선수 다수                   |
| Spain tour                        | 1967년 10월        | 로드 레이버 안드레스 히메노 스톨 |

다음은 경기가 도중에 중단된 경우이다.
| 대회               | 일시            | 결과                                          |
| ------------------ | --------------- | --------------------------------------------- |
| Brisbane pro final | 1964년 1월 30일 | 로즈월 대 레이버: 6-4 6-8 0-1 (우천으로 중단) |
| Manly, Tour match  | 1965년 1월 24일 | 로즈월 대 레이버: 6–2 3–2 (우천으로 중단)     |

| 대회                                                                               | 일시                                                      | 코트종류                                                  | 로즈월 승                  | 레이버 승              |
| ---------------------------------------------------------------------------------- | --------------------------------------------------------- | --------------------------------------------------------- | -------------------------- | ---------------------- |
| 1963                                                                               | 1963                                                      | 1963                                                      | 34 (또는 33)               | 12                     |
| Australasian tour                                                                  | Australasian tour                                         | Australasian tour                                         | 11 (또는 10)               | 2                      |
| * Sydney White City                                                                | 1월 6일                                                   | 잔디                                                      | 6–3 6–3 6–4                |                        |
| * Brisbane Milton                                                                  | 1월 7일 ?                                                 | 잔디                                                      | 3–6 10-8 6–2 6–3           |                        |
| * Melbourne Grass                                                                  | 1월 19일                                                  |                                                           | 6–3 3–6 7–5 6–2            |                        |
| * Canberra                                                                         | 1월                                                       | 잔디                                                      | 10-8 6–3                   |                        |
| * Adelaide                                                                         | 1월                                                       | 잔디                                                      |                            | 6–1 6–2 6–2            |
| * Auckland                                                                         | 1월                                                       | 잔디                                                      | 6–4 6–4                    |                        |
| * Dunedin                                                                          | 1월                                                       | 잔디                                                      | 10-8 6–4                   |                        |
| * Napier                                                                           | 1월                                                       | 잔디                                                      | 6–1 6–3                    |                        |
| * Palmerston North                                                                 | 1월                                                       | 잔디                                                      | 7–9 6–3 6–4                |                        |
| * Masterton                                                                        | 1월                                                       | 잔디                                                      | 6–2 6–3                    |                        |
| * Wellington                                                                       | 1월                                                       | 잔디                                                      | 6–3 6–3                    |                        |
| * Hamilton                                                                         | 2월 3일                                                   | 잔디                                                      | 6–3 7–5 (또는 6–3 7–6)*    |                        |
| * 개최지 미상                                                                      | 1월 또는 2월 ?                                            |                                                           | 로즈월 승 또는 경기 미개최 |                        |
| North America tour first phase                                                     | North America tour first phase                            | North America tour first phase                            | 5                          | 3                      |
| * New York Madison Square Garden                                                   | 2월 10일                                                  | 인도어                                                    | 12-10                      |                        |
| * College Park (Md)                                                                | 2월 14일                                                  | 인도어                                                    | 8–5                        |                        |
| * Baltimore (Md)                                                                   | 2월 17일                                                  | 인도어                                                    | 8–4                        |                        |
| * Montréal Canada                                                                  | 2월 22일                                                  | 인도어                                                    | 8–6                        |                        |
| * Kansas City                                                                      | 3월 31일                                                  | 인도어                                                    | 12-10                      |                        |
| * Louisville (Kentucky)                                                            | 4월 7일                                                   |                                                           |                            | 8–3                    |
| * Wheaton (Illinois)                                                               | 4월 11일                                                  |                                                           |                            | 8–6 or (8–5)           |
| * Hamilton, Bermuda                                                                | 4월 14일                                                  |                                                           |                            | 10-8                   |
| North America tour second and final phase (세부정보 미상)                          | North America tour second and final phase (세부정보 미상) | North America tour second and final phase (세부정보 미상) | 14                         | 4                      |
| * San Francisco (match 1)                                                          | 4월 26일                                                  |                                                           |                            | 3–6 6–3 6–4            |
| * Los Angeles (Sports Arena) (match 2)                                             | 4월 27일(금)                                              | 인도어                                                    | 10-8 7–5                   |                        |
| * Salt Lake City                                                                   | 4월 29일                                                  |                                                           |                            | 6–4 16-18 6–4          |
| * Denver                                                                           | 4월 30일                                                  |                                                           | 6–3 6–2                    |                        |
| * Winnipeg (Canada)                                                                | 5월 2일                                                   |                                                           | 로즈월 승                  |                        |
| * 개최지 미상                                                                      | 5월 5일                                                   |                                                           |                            | 레이버 승              |
| * 개최지 미상                                                                      | 5월 ?                                                     |                                                           | 로즈월 승                  |                        |
| * 개최지 미상                                                                      | 5월 10일                                                  |                                                           | 로즈월 승                  |                        |
| * Hershey (PA)                                                                     | 5월 11일                                                  |                                                           | 로즈월 승                  |                        |
| * New Haven (CT)                                                                   | 5월 12일                                                  |                                                           | 로즈월 승                  |                        |
| * New York (Madison Square Garden)                                                 | 5월 16일                                                  | 인도어                                                    |                            | 6–0 6–3                |
| * Corvallis (Oregon)                                                               | 5월 18일                                                  |                                                           | 10-8 7–5                   |                        |
| * 개최지 미상                                                                      | 5월 20일                                                  |                                                           | 로즈월 승                  |                        |
| * Medford (Oregon)                                                                 | 5월 21일                                                  | 인도어                                                    | 6–1 6–3                    |                        |
| * Eugene (Oregon)                                                                  | 5월 22일                                                  | 인도어                                                    | 6–2 6–2                    |                        |
| * Seattle                                                                          | 5월 23일                                                  |                                                           | 6–2 3–6 6–3                |                        |
| * 개최지 미상                                                                      | 5월 24일                                                  |                                                           | 로즈월 승                  |                        |
| * 개최지 미상 (end of the North American tour)                                     | 5월 ?                                                     |                                                           | 로즈월 승                  |                        |
| Cleveland tournament, 3rd place                                                    | 4월 1일                                                   | 인도어                                                    |                            | 9–7                    |
| Los Angeles Pro, Final                                                             | 6월 16일                                                  |                                                           | 14-12 6–4 6–3              |                        |
| U.S. Pro-Forest Hills, Final                                                       | 6월 29일                                                  | 잔디                                                      | 6–4 6–2 6–2                |                        |
| Kitzbühel Pro, Final                                                               | 8월 12일                                                  |                                                           |                            | 6–3 6–4 6–4            |
| Cannes Pro, Final                                                                  | 8월 18 또는 19일                                          | 인도어 우드                                               |                            | 6–2 6–3 6–4            |
| French Pro-Paris Stade Coubertin, Final                                            | 9월 15일                                                  | 인도어 우드                                               | 6–8 6–4 5–7 6–3 6–4        |                        |
| Italian Pro-Rome, Final                                                            | 9월 30일                                                  |                                                           | 6–4 6–3                    |                        |
| 1964                                                                               | 1964                                                      | 1964                                                      | 4                          | 13                     |
| Western Australian Pro-Perth, Round-robin match                                    | 1월 (3일?)                                                | 잔디                                                      |                            | 6–2 6–1                |
| Melbourne Pro, Final                                                               | 1월 11일                                                  | 잔디                                                      | 6–4 6–4                    |                        |
| Hamilton East, New Zealand, Tour match                                             | 3월 1일                                                   |                                                           | 5-7 6-3 6-1                |                        |
| Nelson, New Zealand, Tour match                                                    | 3월 8일                                                   |                                                           |                            | 7-5 6-2                |
| Monterey (California) Pro, Semifinal                                               | 6월 20일                                                  |                                                           |                            | 11-9 6–3               |
| U.S. Pro-Longwood outside Boston, Semifinal                                        | 7월 11일                                                  | 잔디                                                      |                            | 6–3 6–3 7–9 6–2        |
| Nottingham (UK), Tour match                                                        | 7월                                                       |                                                           |                            | 6–2 6–3                |
| Knokke-le-Zoute Pro, Round of 4 (4인 토너먼트)                                     | 7월 22일                                                  |                                                           |                            | 6–1 6–1                |
| Montreux, Tour match                                                               | 9월 1일                                                   |                                                           |                            | 6–1 6–3                |
| French Pro-Paris Stade Coubertin, Final                                            | 9월 13일                                                  | 인도어 우드                                               | 6–3 7–5 3–6 6–3            |                        |
| Wembley Pro, Final                                                                 | 9월 19일                                                  | 인도어 우드                                               |                            | 7–5 5–7 4–6 8–6 8–6    |
| Faenza, Tour match                                                                 | 10월 6일                                                  |                                                           |                            | 7–5 6–4                |
| Torino, Tour match                                                                 | 10월 8일                                                  |                                                           |                            | 8–6 6–2                |
| Bloemfontein, Tour match                                                           | 10월                                                      |                                                           |                            | 8–6 6–4                |
| East London, Tour match                                                            | 10월                                                      |                                                           |                            | 6–4 3–6 6–4            |
| Durban, Tour match                                                                 | 10월                                                      |                                                           |                            | 6–4 9–7                |
| Johannesburg-Ellis Park, challenge match                                           | 10월                                                      |                                                           | 6–4 6–1 6–4                |                        |
| 1965                                                                               | 1965                                                      | 1965                                                      | 5                          | 13                     |
| Queensland Pro-Brisbane, Final                                                     | 1월 16일                                                  | 잔디                                                      | 6–8 6–2 6–4                |                        |
| South Australian Pro-Adelaide, Final                                               | 1월 31일                                                  | 잔디                                                      |                            | 6–3 6–4                |
| Victorian Pro-Melbourne, Final                                                     | 2월 13일                                                  | 잔디                                                      |                            | 2–6 6–1 6–4            |
| Greater Seattle Pro, Semifinal                                                     | 6월 5일                                                   |                                                           |                            | 6–8 15-13 6–4          |
| Lake Tahoe Pro, Semifinal                                                          | 6월 19일                                                  |                                                           |                            | 6–3 3–6 6–1            |
| Reston Pro, Final                                                                  | 6월 27일                                                  |                                                           | 8–6 6–1                    |                        |
| St Louis Pro, Semifinal                                                            | 7월 3일                                                   |                                                           | 6–1 6–4                    |                        |
| Newport Pro, Round-robin match                                                     | 7월 6일과 12일 사이                                       |                                                           |                            | 31-21                  |
| Newport Pro, One of the final play-off matches                                     | 7월 6일과 12일 사이                                       |                                                           |                            | 31-28                  |
| U.S. Pro-Longwood outside Boston, Final                                            | 7월 19일                                                  | 잔디                                                      | 6–4 6–3 6–3                |                        |
| French Pro-Paris Stade Coubertin, Final                                            | 9월 13일                                                  | 인도어 우드                                               | 6–3 6–2 6–4                |                        |
| Brighton (UK), Tour match                                                          | 9월 19일                                                  |                                                           |                            | 1–6 6–2 6–4            |
| Nairobi Pro, Final                                                                 | 10월                                                      |                                                           |                            | 6–1 4–6 6–2            |
| Rhodesian Pro-Bulawayo & Salisbury, Final                                          | 10월                                                      |                                                           |                            | 3–6 6–4 6–1            |
| Natal Pro-Durban, Final                                                            | 10월                                                      |                                                           |                            | 6–2 8–6                |
| East London, Tour match                                                            | 10월                                                      |                                                           |                            | 레이버 승, 스코어 미상 |
| Johannesburg-Ellis Park, Tour match                                                | 10월                                                      |                                                           |                            | 5–7 6–4 6–2 6–4        |
| Western Province Pro-Cape Town, Final                                              | 11월 4일                                                  |                                                           |                            | 4–6 6–3 6–3            |
| 1966                                                                               | 1966                                                      | 1966                                                      | 6                          | 7                      |
| Victorian Pro-Melbourne, Final                                                     | 1월 22일                                                  | 잔디                                                      |                            | 6–3 6–0                |
| Shepparton, Tour match                                                             | 1월 23일                                                  | 잔디                                                      | 7–5 9–7                    |                        |
| Western Australian Pro-Perth                                                       | 1월 29일                                                  | 잔디                                                      |                            | 6–2 10-8               |
| Madison Square Garden Pro-New York City, Final                                     | 3월 26일                                                  |                                                           | 6–3 6–3                    |                        |
| Forest Hills Pro, Round-robin match                                                | 6월 8일과 12일 사이                                       | 잔디                                                      |                            | 31-20                  |
| Forest Hills Pro, Final                                                            | 6월 12일                                                  | 잔디                                                      |                            | 31-29                  |
| San Rafael Pro, Round-robin match                                                  | 6월 27일                                                  |                                                           | 31-29                      |                        |
| Newport Pro, Round-robin match                                                     | 7월 9 도는 10일                                           |                                                           | 31-23                      |                        |
| U.S. Pro-Longwood outside Boston, Final                                            | 7월 16일                                                  | 잔디                                                      |                            | 6–4 4–6 6–2 8-10 6–3   |
| Wembley Pro, Final                                                                 | 9월 17일                                                  | 인도어 우드                                               |                            | 6–2 6–2 6–3            |
| French Pro-Paris Stade Coubertin, Final                                            | 10월 2일                                                  | 인도어 우드                                               | 6–3 6–2 14-12              |                        |
| Johannesburg Round Robin Pro (South African Pro-Johannesburg와는 다른 대회), Final | 10월 20일                                                 |                                                           | 31-26                      |                        |
| Western Province Pro-Cape Town, Final                                              | 10일 23일                                                 |                                                           |                            | 5–7 6–4 7–5            |
| 1967                                                                               | 1967                                                      | 1967                                                      | 5                          | 8                      |
| Boston Pro (U.S. Pro와 다른 대회), Final                                           | 4월 2일                                                   |                                                           |                            | 6–4 6–0                |
| Paris Pro-Stade Coubertin (not the French Pro), Final                              | 4월 9일                                                   |                                                           |                            | 6–0 10-8 10-8          |
| Los Angeles Pro, Final                                                             | 5월 28일                                                  |                                                           | 6–2 2–6 7–5                |                        |
| Pacific Coast Pro-Berkeley, Final                                                  | 6월 4일                                                   |                                                           | 4–6 6–3 8–6                |                        |
| Madison Square Garden Pro-New York City, Final                                     | 6월 9일                                                   |                                                           |                            | 6–4 6–4                |
| Newport Beach Pro, Final                                                           | 6월 25일                                                  |                                                           | 6–3 6–3                    |                        |
| World Pro-Oklahoma City, Final                                                     | 7월 4일                                                   |                                                           |                            | 6–2 3–6 6–4            |
| Newport Pro, Round-robin match                                                     | 7월 18일과 23일 사이                                      |                                                           |                            | 31-20                  |
| Wimbledon World Pro, Final                                                         | 8월 28일                                                  |                                                           |                            | 6–2 6–2 12-10          |
| Transvaal Pro-Pretoria, Benoni&Klerksdorp (Pretoria)                               | 9월 6일                                                   | 하드                                                      | 6–3 6–2                    |                        |
| East London Pro, 3rd place                                                         | 9월 11일                                                  |                                                           |                            | 8–5                    |
| Mbabane, Tour match                                                                | 9월 24일                                                  |                                                           | 6–2 8–6                    |                        |
| Wembley Pro, Final                                                                 | 10월 28일                                                 | 인도어 우드                                               |                            | 2–6 6–1 1–6 8–6 6–2    |
| 1968                                                                               | 1968                                                      | 1968                                                      | 2                          | 4                      |
| BBC2 World Invitation Champs Pro-Wembley, Final                                    | 4월 18일                                                  |                                                           |                            | 6–3 10-8               |
| Bournemouth Open, Final                                                            | 4월 27일                                                  | 클레이                                                    | 3–6 6–2 6–0 6–3            |                        |
| NTL Wembley Invitation Pro, Final \| 5월 6일                                       |                                                           |                                                           | 6–0 6–1 6–0                |                        |
| NTL Madison Square Garden Pro-New York City, Final                                 | 5월 18일                                                  |                                                           |                            | 4–6 6–3 9–7 6–4        |
| Roland Garros Open, Final                                                          | 6월 9일                                                   | 클레이                                                    | 6–3 6–1 2–6 6–2            |                        |
| Pacific Southwest Open-Los Angeles, Final                                          | 9월 23일                                                  | 하드                                                      |                            | 4–6 6–0 6–0            |
| 1969                                                                               | 1969                                                      | 1969                                                      | 1                          | 8                      |
| Philadelphia Open, Semifinal                                                       | 2월 8일                                                   |                                                           |                            | 6–4 6–2                |
| Orlando Pro, Final                                                                 | 2월 10일과 15일 사이                                      |                                                           |                            | 6–3 6–2                |
| Oakland Pro, Semifinal                                                             | 2월 25일                                                  |                                                           |                            | 6–3 6–3                |
| BBC2 World Pro-Wembley, Final                                                      | 5월 22일                                                  |                                                           |                            | 8–6 6–0                |
| Dutch Pro Champs (Amsterdam and Eindhoven), Round Robin                            | 5월 22일과 24일 사이                                      |                                                           |                            | 6–2 1–6 6–3            |
| Roland Garros Open, Final                                                          | 6월 8일                                                   | 클레이                                                    |                            | 6–4 6–3 6–4            |
| U.S. Pro-Longwood outside Boston, Semifinal                                        | 7월 14일                                                  |                                                           |                            | 6–3 5–7 6–2 6–3        |
| Fort Worth Pro, Final                                                              | 8월 17일                                                  |                                                           |                            | 6–3 6–2                |
| Hamburg, One-night stand                                                           | 10월                                                      |                                                           | 2–6 7–5 8–6                |                        |
| 1970                                                                               | 1970                                                      | 1970                                                      | 0                          | 5                      |
| Dunlop Sydney Open-White City, Final                                               | 3월 22일                                                  | 잔디                                                      |                            | 3–6 6–2 3–6 6–2 6–3    |
| St Louis WCT, Final                                                                | 6월 1일                                                   |                                                           |                            | 6–1 6–4                |
| Tennis Champions Classic Pro-New York City, Final                                  | 7월 16일                                                  |                                                           |                            | 6–4 6–3 6–3            |
| Louisville WCT, Semifinal                                                          | 8월 1일                                                   |                                                           |                            | 6–4 1–6 6–1            |
| Masters-Tokyo, Round-robin match                                                   | 12월 15일                                                 | 빠른 인도어 카페트                                        |                            | 5–6 6–3 6–5            |
| 1971                                                                               | 1971                                                      | 1971                                                      | 2                          | 3                      |
| Tennis Champions Classic Pro-Madison Square Garden New York City                   | 1월 2일                                                   |                                                           |                            | 6–3 6–2 7–5            |
| Washington WCT, Round of 16                                                        | 8월 (15일?)                                               | 클레이                                                    | 5–7 6–3 6–1                |                        |
| Fort Worth WCT, Quarterfinal                                                       | 8월 1일                                                   | 하드                                                      |                            | 7–5 5–7 6–2            |
| Berkeley WCT, Final                                                                | 10월 3일                                                  | 하드                                                      |                            | 6–4 6–4 7–6            |
| WCT Finals-Houston&Dallas (Dallas)                                                 | 11월 18일                                                 | 인도어 카페트                                             | 6–4 1–6 7–6 7–6            |                        |
| 1972                                                                               | 1972                                                      | 1972                                                      | 1                          | 3                      |
| U.S. Pro Indoor-Philadelphia WCT, Final                                            | 2월 13일                                                  | 인도어 카페트                                             |                            | 4–6 6–2 6–2 6–2        |
| Toronto WCT, Final                                                                 | 2월 20일                                                  | 인도어 카페트                                             |                            | 6–1 6–4                |
| Houston River Oaks WCT, Final                                                      | 4월 9일                                                   | 클레이                                                    |                            | 6–2 6–4                |
| WCT Finals-Dallas, Final                                                           | 5월 14일                                                  | 인도어 카페트                                             | 4–6 6–0 6–3 6–7 7–6        |                        |
| 1973                                                                               | 1973                                                      | 1973                                                      | 1                          | 1                      |
| WCT Finals-Dallas, 3rd place                                                       | 5월 9일과 13일 사이                                       | 인도어 카페트                                             | 6–3 6–2                    |                        |
| Sydney Indoor, Semifinal                                                           | 11월 10일                                                 |                                                           |                            | 6–4 3–6 8–6            |
| 1974                                                                               | 1974                                                      | 1974                                                      | 0                          | 0                      |
|                                                                                    |                                                           |                                                           |                            |                        |
| 1975                                                                               | 1975                                                      | 1975                                                      | 0                          | 0                      |
|                                                                                    |                                                           |                                                           |                            |                        |
| 1976                                                                               | 1976                                                      | 1976                                                      | 2                          | 0                      |
| WCT Avis Challenge Cup, Round-Robin match                                          | 2월 15일                                                  | 하드                                                      | 6–4 6–1 6–3                |                        |
| Houston River Oaks WCT, Round of 16 (first tour)                                   | 4월 5일과 10일 사이                                       | 클레이                                                    | 3–6 6–4 6–3                |                        |

* 동률로 인해 마지막 세트를 플레이했을 수도 있다.
참고: 위 표에서 개최 기간 긴 투어 대회의 경기 결과와 일반 토너먼트 대회의 경기 결과가 서로 섞이지 않도록 하기 위하여 경우에 따라 시간 순서와 다르게 표기한 부분이 있다. 예를 들어, 두 사람은 1963년 4월 1일에 the Cleveland tournament에서 만났지만, 이 시기는 North America tour 기간(2월 8일-5월 말)과 겹쳐 투어 경기 결과 중간에 끼게 되어 혼란을 일으킬 수 있으므로, 클리블랜드 대회의 경기 결과는 북미 투어의 전체 결과 다음에 배치했다.

## 그랜드 슬램 우승
- 호주 챔피언십:
  - 단식 우승 - 1953, 1955, 1971, 1972
  - 복식 우승 - 1953, 1956, 1972
- 프랑스 챔피언십:
  - 단식 우승 - 1953, 1968
  - 복식 우승 - 1953, 1968
- 윔블던 챔피언십:
  - 복식 우승 - 1953, 1956
- US 챔피언십
  - 단식 우승 - 1956, 1970
  - 복식 우승 - 1956, 1969

## 그랜드 슬램 결승

### 단식: 15회 (우승 8회, 준우승 7회)
| 결과          | 연도 | 대회            | 코트   | 결승 상대           | 스코어                  |
| 우승          | 1953 | 호주 챔피언십   | 잔디   | 머빈 로즈           | 6–0, 6–3, 6–4           |
| 우승          | 1953 | 프랑스 챔피언십 | 클레이 | 빅 세이셔스         | 6–3, 6–4, 1–6, 6–2      |
| 준우승        | 1954 | 윔블던          | 잔디   | 야로슬라브 드로브니 | 13–11, 4–6, 6–2, 9–7    |
| 우승          | 1955 | 호주 챔피언십   | 잔디   | 루 호드             | 9–7, 6–4, 6–4           |
| 준우승        | 1955 | U.S. 챔피언십   | 잔디   | 토니 트래버트       | 9–7, 6–3, 6–3           |
| 준우승        | 1956 | 호주 오픈       | 잔디   | 루 호드             | 6–4, 3–6, 6–4, 7–5      |
| 준우승        | 1956 | 윔블던          | 잔디   | 루 호드             | 6–2, 4–6, 7–5, 6–4      |
| 우승          | 1956 | U.S. 챔피언십   | 잔디   | 루 호드             | 4–6, 6–2, 6–3, 6–3      |
| ↓ 오픈 시대 ↓ |      |                 |        |                     |                         |
| 우승          | 1968 | 프랑스 오픈     | 클레이 | 로드 레이버         | 6–3, 6–1, 2–6, 6–2      |
| 준우승        | 1969 | 프랑스 오픈     | 클레이 | 로드 레이버         | 6–4, 6–3, 6–4           |
| 준우승        | 1970 | 윔블던          | 클레이 | 존 뉴컴             | 5–7, 6–3, 6–2, 3–6, 6–1 |
| 우승          | 1970 | US 오픈         | 잔디   | 토니 로체           | 2–6, 6–4, 7–6(2), 6–3   |
| 우승          | 1971 | 호주 오픈       | 잔디   | 아서 애시           | 6–1, 7–5, 6–3           |
| 우승          | 1972 | 호주 오픈       | 잔디   | 말콤 앤더슨         | 7–6(2), 6–3, 7–5        |
| 준우승        | 1974 | 윔블던          | 잔디   | 지미 코너스         | 6–1, 6–1, 6–4           |
| 준우승        | 1974 | US 오픈         | 잔디   | 지미 코너스         | 6–1, 6–0, 6–1           |

## 기타
잭 크레이머는 1979년 그의 자서전에서 다음과 같이 썼다. "처음 프로로 전향했을 당시 로즈월은 코트 뒤에서 플레이하는 스타일이었지만, 그는 금세 네트 플레이를 하는 법을 터득했다. 체력 유지를 비롯한 여러 가지 이유로 그는 네트 플레이를 적극 활용했으며, 결국 그는 네트 플레이의 달인이 되었다. 만일 그가 서브 앤 발리를 구사하지 않았다면 40대가 된 지금까지 월드 클래스 선수로 남지는 못했을 것이라고 장담할 수 있다."
크레이머는 그가 선정한 역대 최고의 선수 21인에 로즈월을 포함시켰다.
로드월은 약 20년간이나 선수생활을 했음에도 사실상 거의 부상이 없었는데, 덕분에 그는 43세의 나이에도 대회에서 우승하면서 세계 랭킹 15위 안에 들었다. 그는 4개 그랜드 슬램 대회 중 윔블던에서만큼은 4번 준우승에 그치고 우승에는 끝내 실패했다.
그는 1974년 US 오픈에서 만 39세 310일의 나이로 준우승을 했으며, 같은 해 윔블던에서도 준우승 했다. 이것은 현재까지 두 대회 역사상 결승에 진출한 가장 고령의 선수 기록으로 남아있다.
1995년 판초 곤잘레스는 로드월에 대해 다음과 같이 평가했다. "그는 나이가 들수록 점점 향상되어서 거의 완벽한 선수가 되었다. 나나 프랭크 세지먼 정도만 제외하면 로드월은 모든 선수를 자유자재로 요리할 줄 알았다. 루 호드와 비슷한 스타일이었으나, 다만 포핸드와 서브에는 약점이 있었다." 로드월은 판초 곤잘레스를 상대로 통산 160 경기를 가졌으며, 59승 101패를 기록했다. 루 호드를 상대로는 70 경기를 소화했으며, 45승 25패를 기록했다.
당시의 많은 오스트레일리아 출신 선수들과 마찬가지로, 로즈월은 돈을 쓰는 데 있어서 매우 신중했던 것으로 알려져있다. 오스트리아 사람들은 이를 두고 '팔은 짧고 주머니는 깊다'(short arms and deep pockets)라고 표현한다. 크레이머는 그의 책에서 한 오스트레일리아 라디오 리포터가 판초 세구라에게 테니스 선수 생활 중 가장 스릴있었던 경험이 무엇이었냐고 물었던 에피소드에 대해 썼는데, 세구라는 이에 대해 '프랭크 세지먼이 저녁을 샀던 날'이라고 답했다고 한다.

## 수상 경력
로드월은 1971년 영국 여왕의 생일 기념 행사에서 대영 제국 훈장 5등급(MBE)를 받았으며, 1979년 오스트레일리아 건국 기념일 행사에서 오스트리아 훈장, 멤버(AM)를 받았다.
1980년에는 국제 테니스 명예의 전당에 헌액되었다.
그는 오스트레일리아 문화보호협회가 선정한 '오스트레일리아의 살아 있는 보물' 중 한 명이다.

## 같이 보기
- en:Tennis male players statistics

## 읽어보기
- (영어) Rosewall, Ken; Rowley, Peter T. (1976). 《Ken Rosewall: Twenty Years at the Top》. London: Cassell. ISBN 0-304-29735-6.